# Alte Synagoge (Freiburg im Breisgau)

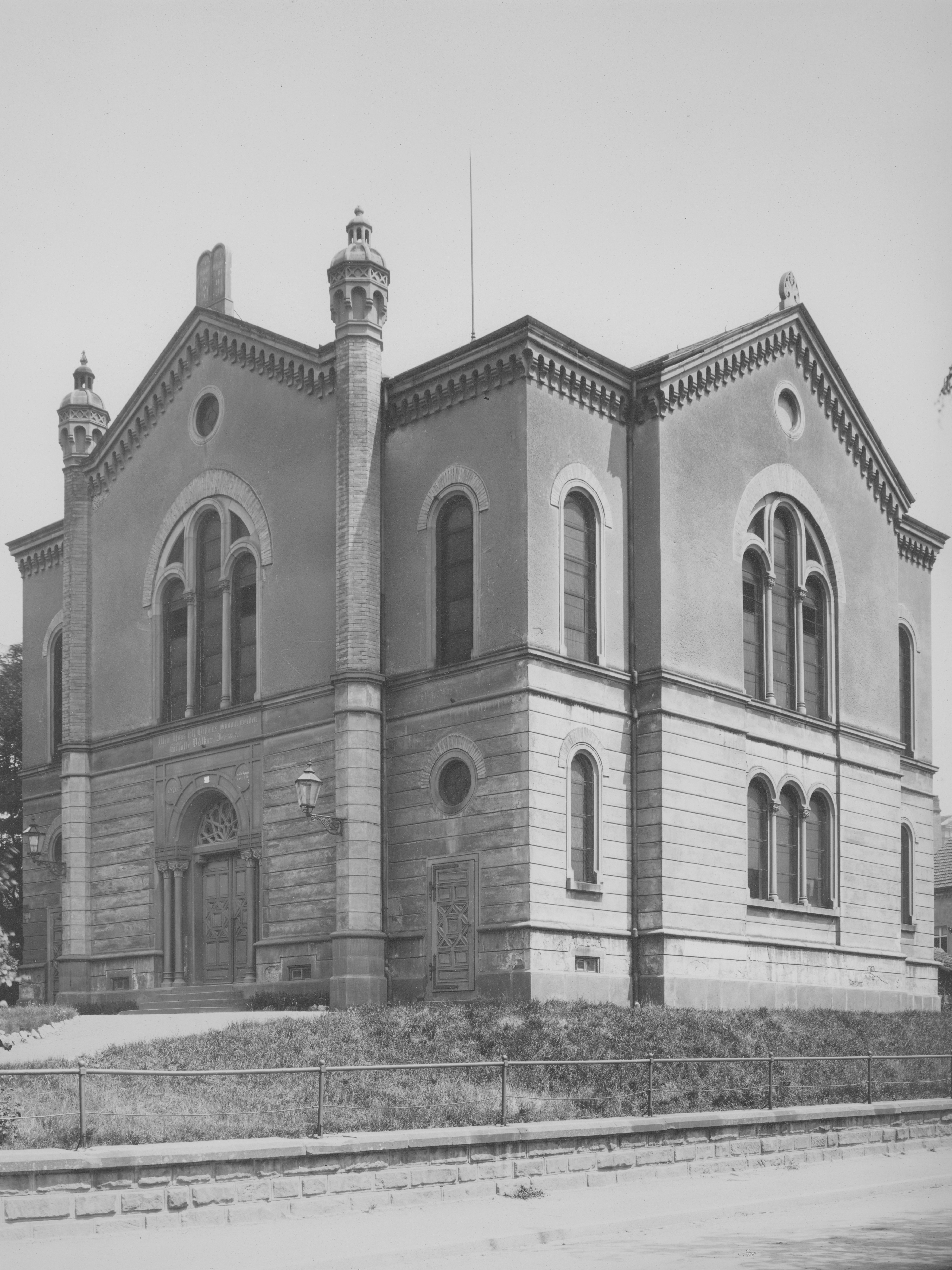
Die Alte Synagoge, Blick von Südwesten. Fotografie von 1896

Die als Alte Synagoge bezeichnete Synagoge am heutigen Platz der Alten Synagoge in Freiburg im Breisgau wurde 1869/70 erbaut und in der Reichspogromnacht 1938 zerstört. Bei Bauarbeiten zur Platzumgestaltung 2016 wurden an mehreren Stellen Reste des Gebäudefundaments entdeckt, freigelegt und dokumentiert, bevor es teilweise abgetragen und verfüllt wurde, um es mit einem symbolischen Wasserbecken zu überbauen. Die als Ort der Erinnerung bezeichnete Brunnenanlage entspricht in Größe und Lokalisierung dem Grundriss der zerstörten Synagoge und wurde 2017 der Öffentlichkeit übergeben. Hinsichtlich seiner Konzeption und Nutzung ist der Gedenkbrunnen bis heute Gegenstand von Kontroversen.

## Vorgänger-Synagogen
Die mittelalterliche jüdische Gemeinde hatte wahrscheinlich bereits um 1300 eine Synagoge. Ihre erste Erwähnung ist auf 1349 datiert. In diesem Jahr wurden im Rahmen der allgemeinen Judenverfolgung in der Pestzeit fast alle Freiburger Juden ermordet. Die erste Freiburger Synagoge befand sich in der Wasserstraße, wo neben der benachbarten Weberstraße bis dahin auch die Mitglieder der Gemeinde wohnten. Insgesamt ließen sich in diesem Bereich zehn jüdische Wohnhäuser nachweisen.
Seit etwa 1360 lebten wieder Juden in der Stadt, teilweise in den alten Häusern in der Wasserstraße. 1385 wurde eine Synagoge an der südwestlichen Ecke Weberstraße/Raustraße genannt; damals wurden 60 jüdische Einwohner in Freiburg gezählt, unter ihnen ein Judenschulmeister. Es ist unklar, in welchem Verhältnis zur mittelalterlichen Ansiedlung die noch zu Beginn des 18. Jahrhunderts (1708) sogenannte Judengasse (für den zwischen Bertholdstraße und Franziskanerplatz liegenden Teil der heutigen Universitätsstraße) steht.
Im Jahre 1401 beschloss der Freiburger Stadtrat, „daz dekein Jude ze Friburg niemmerme sin sol“. König Sigismund bestätigte dieses Dekret 1424 mit der Ewigen Vertreibung. Danach war es Juden nicht mehr erlaubt, in Freiburg zu wohnen. Seit 1809 waren Juden in Baden als Staatsbürger anerkannt und ihre Religion war als gleichberechtigt geduldet, das jeweilige Ortsbürgerrecht blieb ihnen jedoch weiterhin verwehrt. Auch durften sie nur in Gemeinden leben, in denen schon Juden ansässig waren. Laut einer Volkszählung 1846 lebten damals nur zwanzig Juden in der Freiburger Innenstadt. Die in Freiburg lebenden Juden schlossen sich erst 1864 zur Israelitischen Religionsgesellschaft zusammen und mieteten einen Betsaal an. Die Gemeinde stellte einen Kantor ein, der zugleich als Schochet und Religionslehrer tätig war. Der Betsaal befand sich im damaligen Haus Nr. 838 am Münsterplatz.

## Bau und Erweiterung

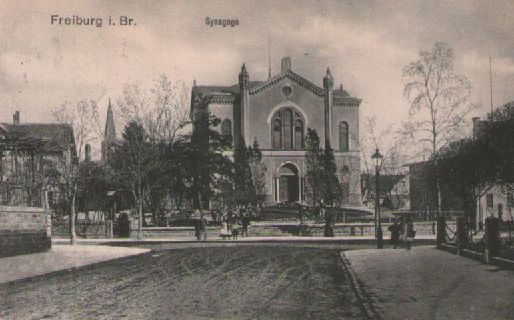
Gesamtansicht von Westen, mit jüdischem Gemeindehaus (linker Bildrand) und Rempartkaserne rechts, im Vordergrund die Sedanstraße. Zeitgenössische Ansichtskarte, Fotografie um 1905

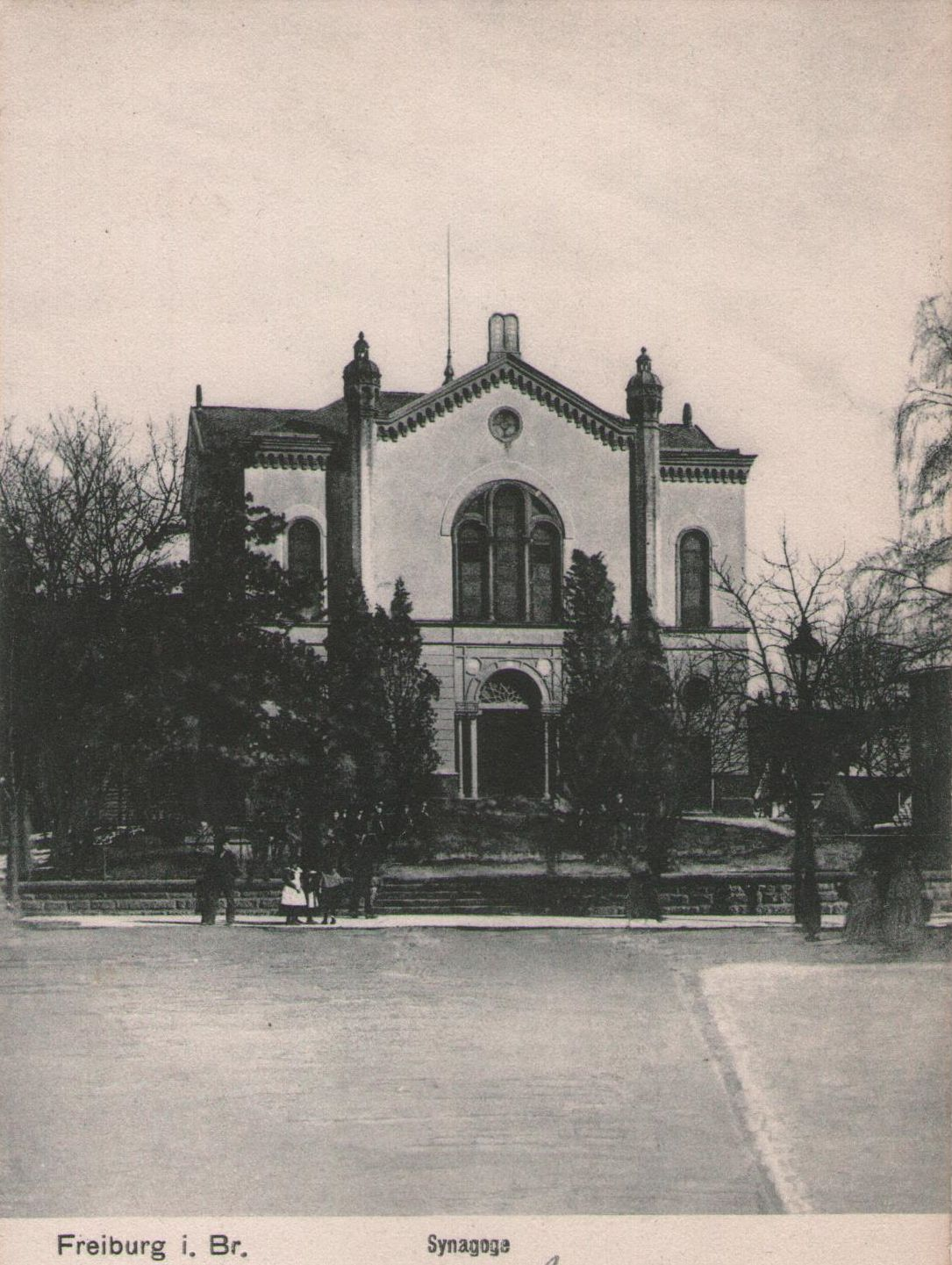
Westfassade mit Hauptportal. Zeitgenössische Ansichtskarte, Ausschnitt aus obiger Fotografie, um 1905

Innenraum mit nach Osten ausgerichtetem Toraschrein, Bima und Ner Tamid

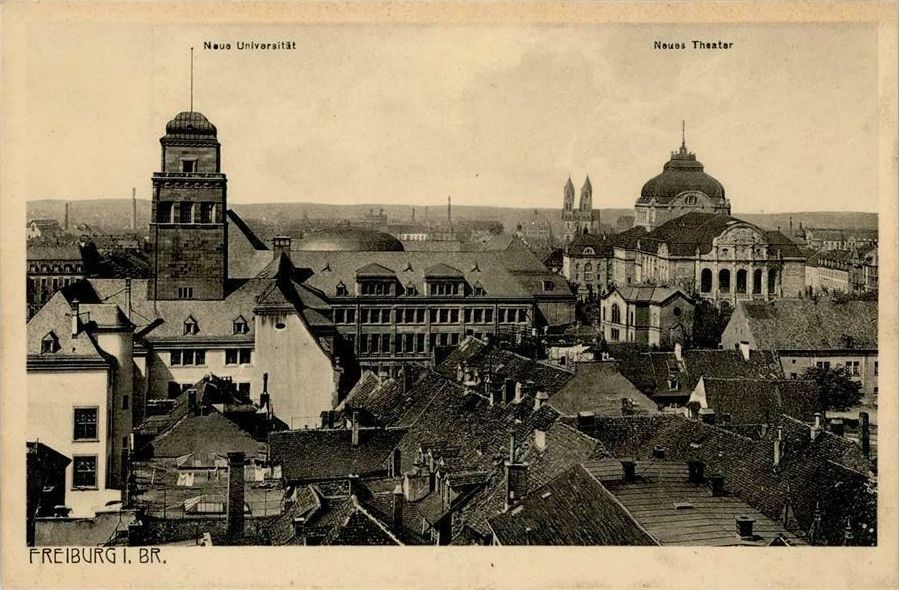
Die Alte Synagoge „fast verloren“ zwischen Universität und Theater. Blick von Südosten. Zeitgenössische Ansichtskarte, 1912

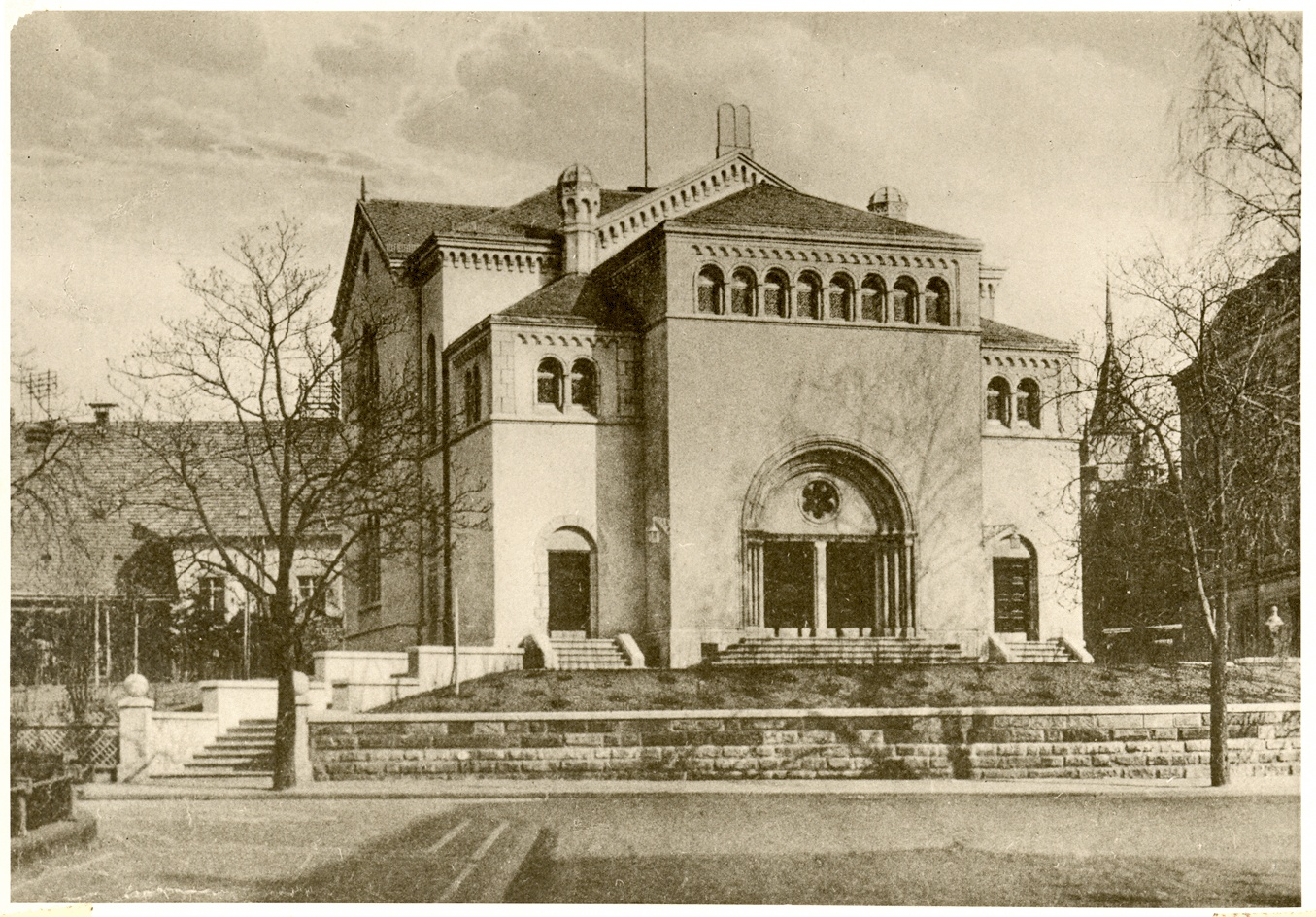
Die Alte Synagoge mit dem Portalanbau. Fotografie von 1926

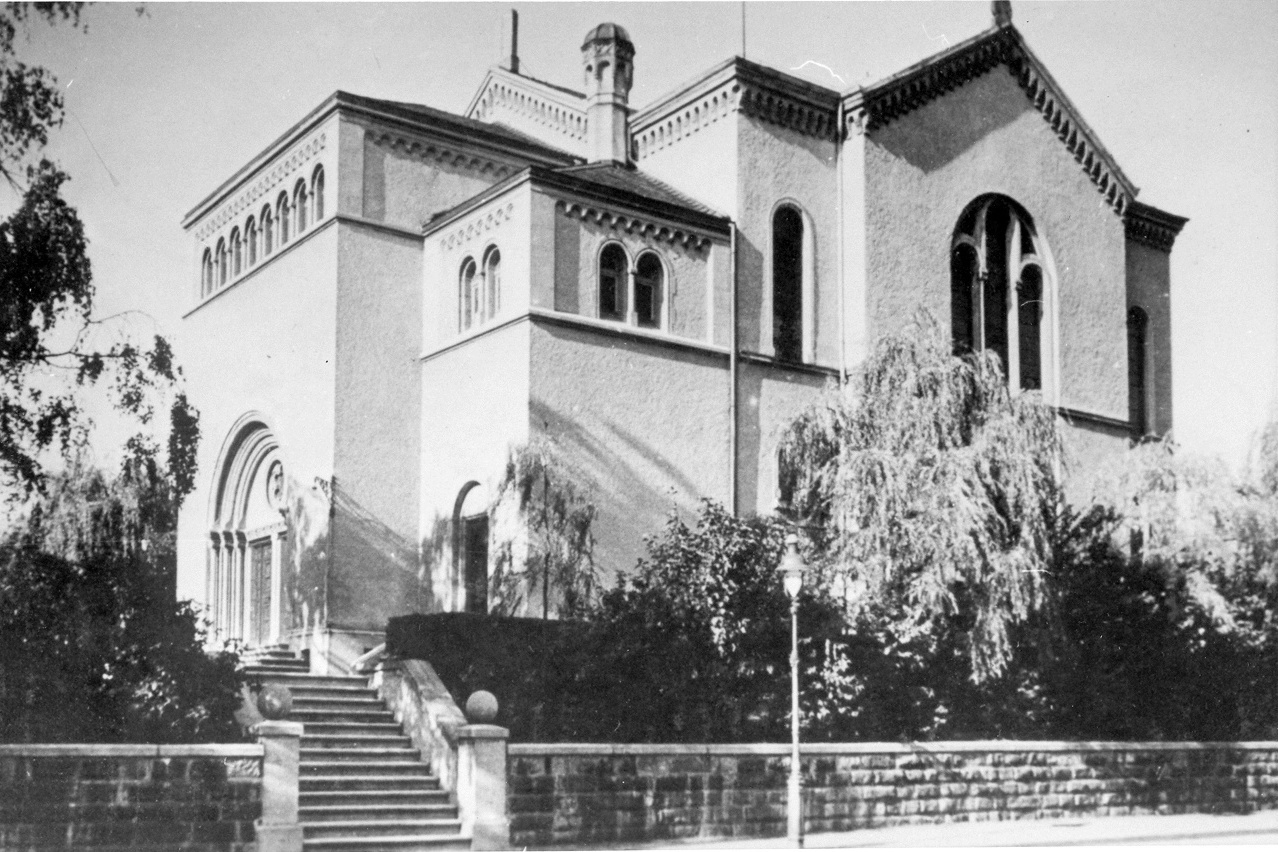
Das Portal aus südwestlicher Richtung. Fotografie von 1926

Einige Jahre später erwarb die Gemeinde ein städtisches Grundstück an der damaligen Rempartstraße, seit 1874 Werderstraße, heute Platz der Alten Synagoge, für den Neubau einer Synagoge. Im Herbst 1869 begann man mit dem Bau der Synagoge nach Plänen des Gewerbeschulhauptlehrers Georg Jakob Schneider, der sich als alleiniger bzw. maßgeblich beteiligter Baumeister der Synagogen in den Landgemeinden Ihringen, Kippenheim, Müllheim, Rust und Schmieheim bereits einen Namen gemacht hatte und sich in Freiburg die von Gottfried Semper gebaute Synagoge in Dresden zum Vorbild nahm. Dass „der äußeren Erscheinung einer Synagoge nach eigenem Verständnis der zeitgenössischen jüdischen Architekten auch eine politische Bedeutung zugemessen werden muss“, gelte insbesondere für die Freiburger Synagoge; gleichzeitig sei mit der Wahl Schneiders als Synagogen-Architekt ein „Schulterschluss mit der (damaligen) städtischen Gesellschaft“ vollzogen worden, zumal dieser bereits durch mehrere öffentliche Gebäude in Freiburg präsent war. Allerdings scheint die Stadt hinsichtlich des Standortes der Synagoge eine kritische Haltung eingenommen und behalten zu haben, die im Rahmen der Diskussion um eine notwendige Erweiterung in den 1920er Jahren erneut deutlich wurde.
In Stilwahl und Topographie an zentralem Platz setzte sich die Synagoge, durch eine Hügelaufschüttung zudem leicht erhöht, von den umliegenden Gebäuden und den christlichen Gotteshäusern der Stadt merklich ab.
Die in maurisch-byzantinischem Stil errichtete Synagoge besaß links und rechts vom Eingangsportal minarettartige, den Eingangsrisalit flankierende Türme. Romanische Stilelemente waren bei den umlaufenden Bogenfriesen und den halbrunden dreigeteilten Fenstern mit zierlichen Säulen zu erkennen. Über dem Giebel des Eingangsrisalits thronten die Gesetzestafeln und über dem Portal war eine deutsche Inschrift angebracht: „Mein Haus soll Bethaus genannt werden für alle Völker“ (Jesaja 56, 7). Die Mauerflächen waren verputzt, nur die Einfassungen der Fenster und Türen waren in Sandstein, die freiliegenden Bögen in Backsteinen hergestellt. Die Frauenempore war durch zwei Nebeneingänge und über im Hauptbau integrierte hölzerne Treppenhäuser erreichbar. Der aus einem griechischen Kreuz als Grundrissform gebildete Baukörper ließ von außen die innere Dreischiffigkeit nicht ohne weiteres vermuten. Die Bima, das Pult für den Vorbeter, bildete nicht, wie traditionell üblich, den Mittelpunkt des Raums, sondern stand, wie der Toraschrein, an der östlichen Kopfseite.
Die feierliche Einweihung des mit finanzieller Hilfe der etablierten Jüdischen Gemeinde Mannheim errichteten Synagogengebäudes fand am 23. September 1870 unter der Leitung des Breisacher Rabbiners Moses Reiß statt. Unter den Gästen waren die Vorstände der Behörden von Staat und Gemeinde und die protestantischen Geistlichen. Neben der Synagoge, etwas nach Osten versetzt, stand das jüdische Gemeindehaus, das der Synagogengemeinde seit 1890 als Verwaltungsgebäude diente. Darin befand sich auch die Wohnung des Rabbiners und seit 1925 ein Betsaal für die orthodoxen Gemeindemitglieder der Freiburger Einheitsgemeinde. Nicht wie geplant an der Nordostseite, sondern an der Südwestseite des Gemeindehauses wurde 1922 nach Plänen des Freiburger Architekten Arthur Levi ein „Frauenbad für die israelitische Gemeinde“ (Mikwe) errichtet. Nach Süden grenzte die Synagoge bis 1906 an die Rempartkaserne, die dem Gebäude der neuen Universität weichen musste.
Wiederum nach Plänen Arthur Levis wurde das Synagogengebäude 1925/26 an seiner westlichen Seite aus feuerpolizeilichen Gründen umgebaut (Erweiterung der beiden engen, hölzernen Wendeltreppen zur Frauenempore) und die Empore um einige Plätze erweitert. Die westliche Portalseite erhielt einen großen Vorbau, mit dem nach Ansicht der Stadtverwaltung die zwischen dem neuen Stadttheater und dem 1911 fertiggestellten Universitätsgebäude liegende Synagoge „auch äußerlich aufgewertet“ worden war. Die beiden Knäufe der Turmspitzen wurden abgenommen und nicht wieder aufgesetzt; Fotografien der erweiterten Synagoge nach 1926 zeigen sie nicht mehr. Einer davon wurde bei den Bauarbeiten im Juli 2016 auf dem Gelände wiedergefunden. Im Vorfeld der Planungen und Finanzierungsanträge der Gemeinde war von Seiten der Stadtverwaltung zum Ausdruck gebracht worden, dass man sich „in städtebaulicher Hinsicht“ eher einen repräsentativeren Neubau der Synagoge wünschte und daran auch nach dem Anbau von 1926 festhalten werde. Hans Schadek resümiert diesbezüglich: „Die auch nach der Erweiterung von 1925 bescheidene Synagoge [hat] seit dem Bau von Stadttheater, Universitätsgebäude und Rotteck-Gymnasium fast verloren zwischen diesen gestanden“.

## Zerstörung
Am 10. Juli 1934 kam es zu einem Brand des Universität-Hauptgebäudes, der vor den Augen vieler Schaulustiger und des an den Brandort geeilten Freiburger Oberbürgermeisters Franz Kerber durch einen Großeinsatz der Freiburger Feuerwehr gelöscht wurde, wobei auch der Ordnungsdienst der Polizei, SA- und SS-Männer und der Freiwillige Arbeitsdienst im Einsatz waren. Der Brand, der sich vom Dachstuhl in kurzer Zeit bis auf den nördlichen Gebäudetrakt ausgedehnt hatte, griff nicht auf die dicht angrenzende Synagoge über.
Vier Jahre später, in der Reichspogromnacht am 9./10. November 1938, zündeten Männer der örtlichen SS und SA unter Leitung des Führers der 65. SS-Standarte Schwarzwald in Freiburg Walter Gunst, des Freiburger SS-Arztes Eduard Krebsbach und des SA-Brigadeführers Joachim Weist gegen drei Uhr nachts die Synagoge an. Der fernmündliche Befehl an die Freiburger SS dürfte in dieser Nacht von der SS-Abschnittsführung XXIX, Konstanz, SS-Oberführer Walter Stein, bzw. von der SS-Oberabschnittsführung Südwest, Stuttgart, SS-Gruppenführer Kurt Kaul, ausgegangen sein, denen die SS-Standarte 65 und Walter Gunst organisatorisch unterstanden. Gunst hatte Benzin besorgen lassen, schlug die Tür zum Gebäude ein und leerte mit seinen Helfern die Kanister in der Synagoge aus, während gleichzeitig die Gestapo unter Leitung von Walter Traub die Kellerräume nach Dokumenten durchsuchte. Als zwischen drei und vier Uhr morgens das Feuer ausbrach, sei es zu einer verbalen Auseinandersetzung zwischen den Gestapoleuten und den brandlegenden SS- und SA-Männern gekommen. Diese ließen Rabbiner Siegfried Scheuermann, Kantor David Ziegler und den Vorsitzenden des Synagogenrats, Löb David Maier, aus den Betten holen und zwangen sie, dem Brand der Synagoge zuzusehen. Rabbiner Scheuermann wurde vor den Augen Schaulustiger außerdem an den nahen Brunnen an der Bertoldstraße geführt und dort mit dem Kopf unter Wasser gedrückt, so die Journalistin und Zeitzeugin Käthe Vordtriede in ihren Erinnerungen an die Freiburger Pogromnacht.
Die angerückte Feuerwehr habe den Synagogenbrand nicht löschen dürfen, sondern lediglich das Übergreifen des Feuers auf das naheliegende Universitätsgebäude verhindern sollen. Laut Darstellung des damaligen Jurastudenten und NSDAP-Parteimitglieds Wolf Middendorff (1916–1999), der am späteren Morgen des 10. November 1938 auf dem Weg zur Universität an der von SS-Angehörigen abgeriegelten Synagogenruine vorbeikam, sollen SS-Offiziere in der Nacht einen die Feuerwehr begleitenden „Kriminalbeamten“ veranlasst haben, den Brandort zu verlassen, so dass dieser keine Ermittlungen habe aufnehmen können: „Der Beamte erkannte unter den Personen an der Brandstelle einen SS- und Polizeiarzt, sowie den für Freiburg zuständigen SS-Standartenführer.“ Ein weiterer Angehöriger der Kriminalpolizei sei, so Middendorff, zwischen fünf und sechs Uhr zur Brandstelle gekommen und habe beobachtet, wie sich die Feuerwehr darauf beschränkte, die Nachbargebäude zu schützen. Dieser sei ebenfalls von der SS verjagt worden und habe daraufhin eine Meldung an die Freiburger Staatsanwaltschaft gemacht. Als diese die Brandstiftung an die Generalstaatsanwaltschaft nach Karlsruhe meldete, habe es geheißen, der Brand der Freiburger Synagoge sei „keine Neuigkeit, in ganz Deutschland brennen die Synagogen“. Eine Strafverfolgung sei nicht nötig bzw. zu unterlassen; das Ganze sei eine „politische Angelegenheit.“ Middendorff, der für diese Darstellungen keine Quellen angab, stützte sich auf Aussagen der involvierten Kriminalbeamten, Feuerwehrleute und des Freiburger Oberstaatsanwalts Eugen Weiss, die diese im Rahmen von Ermittlungen 1946 vor dem Landgericht Freiburg machten, für die es aber keine Bestätigung durch Dritte gibt.
Gunst schickte SS-Angehörige los, um gezielt männliche und volljährige Juden in „Schutzhaft“ zu nehmen. Die meisten Gemeindemitglieder wurden in den frühen Morgenstunden dann allerdings von der Gestapo mit Hilfe der SA festgenommen und zunächst ins Kornhaus und später in das Freiburger Gefängnis verbracht, von wo aus 99 jüdische Männer aus dem Stadtkreis Freiburg und weitere 38 aus dem Freiburger Umland in das KZ Dachau deportiert wurden.
Noch am 10. November 1938 begann der SS-Pioniersturm, darunter SS-Untersturmführer, Bauingenieur und Stadtbauinspektor Wilhelm Kunzmann vom Tiefbauamt, mit der Sprengung der Brandruine. Auch mit der Abtragung von Teilen der Umfassungsmauern wurde umgehend begonnen, während viele Trümmer der Synagoge wie auch die im Erdreich vorhandenen Fundamentmauern auf dem Areal blieben, das bald von einem hohen Holzzaun umgeben wurde und den Blicken entzogen war; andere Synagogentrümmer wurden laut Käthe Vordtriede als Aufschottungsmaterial bei einer Verbreiterungsmaßnahme der Schönbergstraße 1939 in Freiburg-Haslach verwendet, darunter die steinernen Gesetzestafeln Mosis vom Hauptportal, die sie im Straßengraben liegen sah. Nicht nur das Synagogengebäude, sondern auch große Teile der unter anderem im Keller gelagerten schriftlichen Überlieferung der Gemeinde wurden in der Pogromnacht vernichtet.
Vor der Zerstörung 1938 bewahrt und erhalten blieben die eichene Flügeltür des westlichen Portalanbaus, der bemalte Aufsatz des Toraschreins – zwei schreitende Löwen Judas, die die von einem Davidstern gekrönten Dekalog-Tafeln halten – und der Kronleuchter, die 1987 in die Neue Synagoge, Ecke Nußmann-/Engelstraße, integriert wurden.

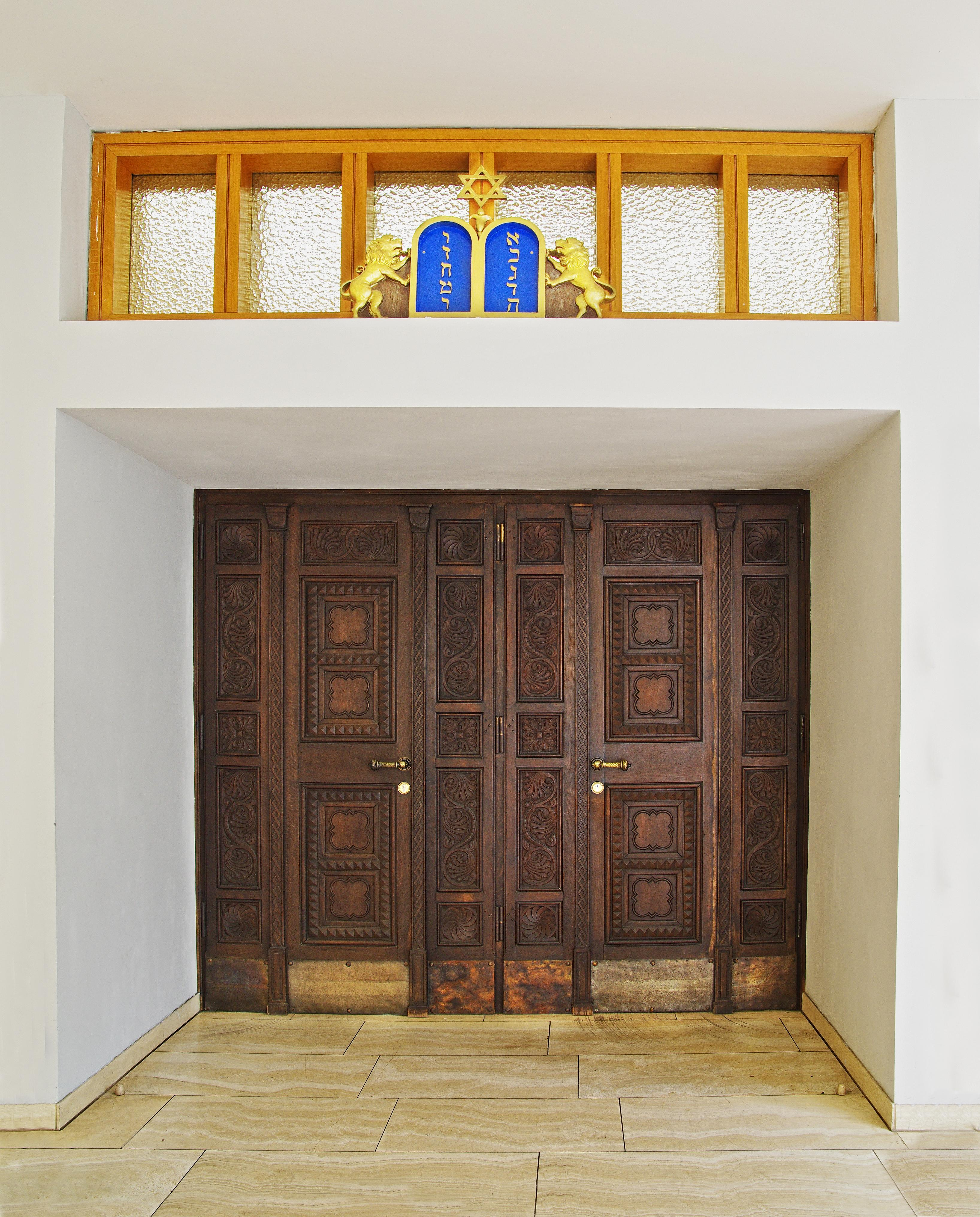
Die 1938 vor der Zerstörung bewahrt gebliebene Flügeltür des Westportals mit dem Aufsatz des alten Toraschreins; heute Eingangstür des Betsaals der Neuen Synagoge Freiburg.

## „Arisierung“, Bebauungspläne und „Wiedergutmachung“
Der Synagogenplatz und das verwüstete jüdische Gemeindehaus, das auf Kosten der jüdischen Gemeinde wieder instand gesetzt wurde und von April 1939 und bis zur Wagner-Bürckel-Aktion am 22. Oktober 1940 als Betsaal und jüdische Schule diente, wurden im März 1939 zwangsweise „arisiert“ und gingen per Kaufvertrag mit dem Oberrat der Israeliten Badens, Karlsruhe, in das Eigentum der Stadt Freiburg über. Diese ließ 67.000 Reichsmark, abzüglich 5.602 Reichsmark Kosten für die Trümmerbeseitigung, die der Israelitischen Gemeinde in Rechnung gestellt wurden, auf ein Sperrkonto der Deutschen Bank überweisen. Für das Gemeindehaus erhielt die jüdische Gemeinde gegen Zahlung einer Miete ein vorbehaltliches Nutzungsrecht. Recherchen zum besagten Sperrkonto brachten bislang keine Klärung über dessen Verbleib. Im Auftrag der Stadt Freiburg wurde 2019 die Historikerin Julia Wolrab mit einer Recherche zur Geschichte der Alten Synagoge aus eigentumsrechtlicher Perspektive betraut, die im Oktober 2019 veröffentlicht wurde. Wolrab konnte im Zusammenhang mit der „Arisierung“ 1939 und der Wiedergutmachungsvereinbarung 1948 bislang unbekannte Dokumente erschließen, deren Auswertung teilweise neue und detailliertere Erkenntnisse erbrachte; die Frage nach dem Sperrkonto und dem Verbleib des Kaufpreises konnte allerdings nicht abschließend geklärt werden. Auch der Synagogen-Bauplan von Georg Jakob Schneider muss nach wie vor als verschollen gelten.
Konkrete Bebauungspläne lagen bei der Stadt Freiburg zunächst nicht vor; jedoch war die Synagoge in einem Planungsmodell der Freiburger Stadtplanung unter Stadtbaumeister Joseph Schlippe aus dem Jahr 1937, also ein Jahr vor dem Pogrom, bereits nicht mehr berücksichtigt; stattdessen sollte die Werderstraße zu einem großen Aufmarschboulevard verbreitert und auf dem Synagogenareal nach Entfernung des Synagogenhügels ein Studienhaus der Universität gebaut und/oder ein Parkplatz eingerichtet werden. Dieser Plan wurde während des Krieges nicht mehr umgesetzt. Der Platz und der Synagogenhügel am Rempart blieben viele Jahre ein Trümmergrundstück; erst Anfang der 1950er Jahre wurden die Trümmer beseitigt, der Synagogenhügel teilweise abgetragen und das gesamte Areal eingeebnet.
Am 1. Dezember 1948 schlossen Stadt und Land mit der Israelitischen Gemeinde einen Vergleich, nach dem die Stadt Eigentümerin des ehemaligen Synagogengeländes blieb, obschon der Kaufvertrag von 1939 für nichtig erklärt wurde, da er unter Zwang zustande gekommen war. Die Stadt verpflichtete sich im Gegenzug zur Bezahlung der Wiederherstellung des in der Reichspogromnacht geschändeten jüdischen Friedhofs, der Ummauerung des Friedhofsareals sowie des Baus eines Wärterhauses mit Friedhofshalle, wofür 59.443 DM bezahlt wurden. Zudem wurde geregelt, dass das „Gelände nicht für Zwecke verwendet werden darf, die eine Profanierung darstellen könnten“. Der Stadtrat beschloss am 9. Juli 1954, dass die Nutzung als Parkplatz mit dieser Vereinbarung vereinbar sei.

## Erinnerungskultur und Platzgestaltung
Gertrud Luckner beschwerte sich, wie auch Else Liefmann und weitere ehemalige Freiburger Jüdinnen und Juden, im September 1953 schriftlich bei Oberbürgermeister Wolfgang Hoffmann darüber, dass „die Stadt Freiburg diesen Platz ohne […] eine Gedenktafel an die Synagoge, die hier stand, und ebenso an unsere toten jüdischen Mitbürger belassen hatte“, und bat darum, dies zu ändern. Liefmann bezeichnete den Umstand, „dass man sich in Freiburg nicht oder noch immer nicht zur Errichtung eines solchen Erinnerungszeichens entschlossen hat“, als einen „betrübende(n) Beweis, wie gleichgültig, wie vergesslich so viele deutsche Menschen sich zu jenen Erinnerungen verhalten, die sie am liebsten auslöschen möchten, als sei nichts geschehen.“ Die Stadt ihrerseits wollte zunächst prüfen, ob der Vergleich von 1948 eine entsprechende Verpflichtung enthielt; von einer Gedenktafel sei, so das Ergebnis eines internen Gutachtens, keine Rede gewesen. Im November 1954 schrieb Luckner erneut an den Oberbürgermeister sowie den Rektor der Universität, die zu dieser Zeit den Bau des Kollegiengebäudes II nahe dem ehemaligen Synagogen-Standort betrieb. 1955 wiederholte sie ihre Bitte und unterbreitete einen ersten Vorschlag für eine Inschrift:

„Hier stand

die Synagoge der jüdischen Gemeinde, Freiburg i. Br.

zerstört am 9. November 1938.

Vater des Erbarmens, gedenke dieser Gläubigen und ihrer Ermordung,

ihrer Verdienste und der Verdienste ihrer Väter.

Stehe ihren Kindern in der Zeit der Not bei.

(Aus einem Gebet am Versöhnungstag)

Heilig ist uns das Gedächtnis der Opfer ohne Zahl.“

Ab 1959 tauschten Stadtverwaltung und Universität mehrere Schriftsätze aus, mit dem Ergebnis, dass die Stadt im Februar 1961 erklärte, mit den Planungen für eine Gedenktafel beginnen zu wollen, um bis zur Einweihung des Kollegiengebäudes im Sommer 1961 fertig zu sein. Es dauerte jedoch bis November 1961, bis der Senat der Universität den Text der Gedenktafel beschließen konnte, der auf einem weiteren Vorschlag Luckners basierte; lediglich die Umschreibung „in der Zeit einer gottlosen Gewaltherrschaft“ für das Dritte Reich war zu „unter einer Herrschaft der Gewalt und des Unrechts“ verändert worden:

„Hier stand

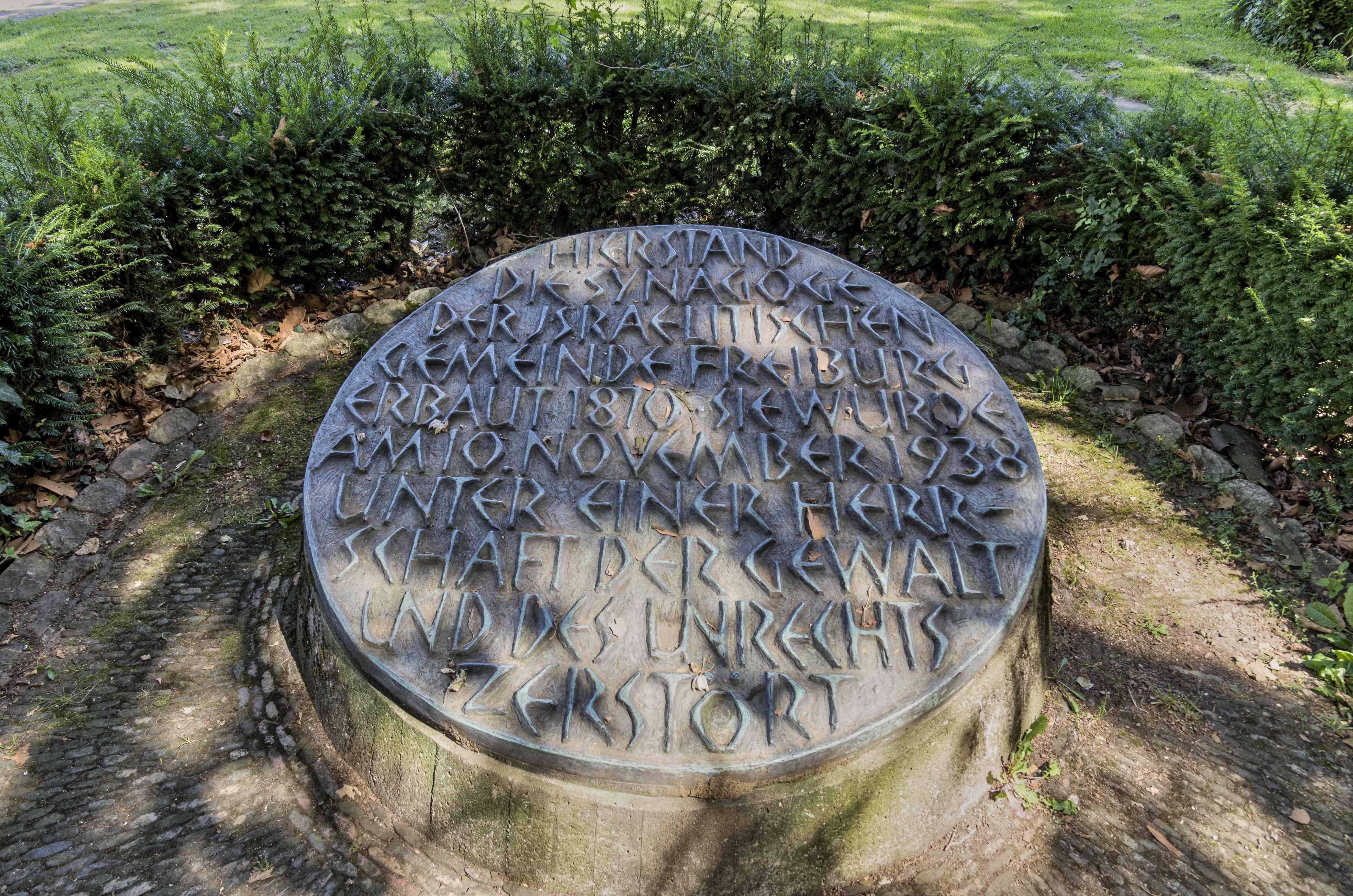
Die Bronze-Gedenktafel von Karl Rißler am ursprünglichen Standort

die Synagoge der israelitischen Gemeinde Freiburg

erbaut 1870 – sie wurde am 10. November 1938

unter einer Herrschaft der Gewalt und des Unrechts zerstört.“

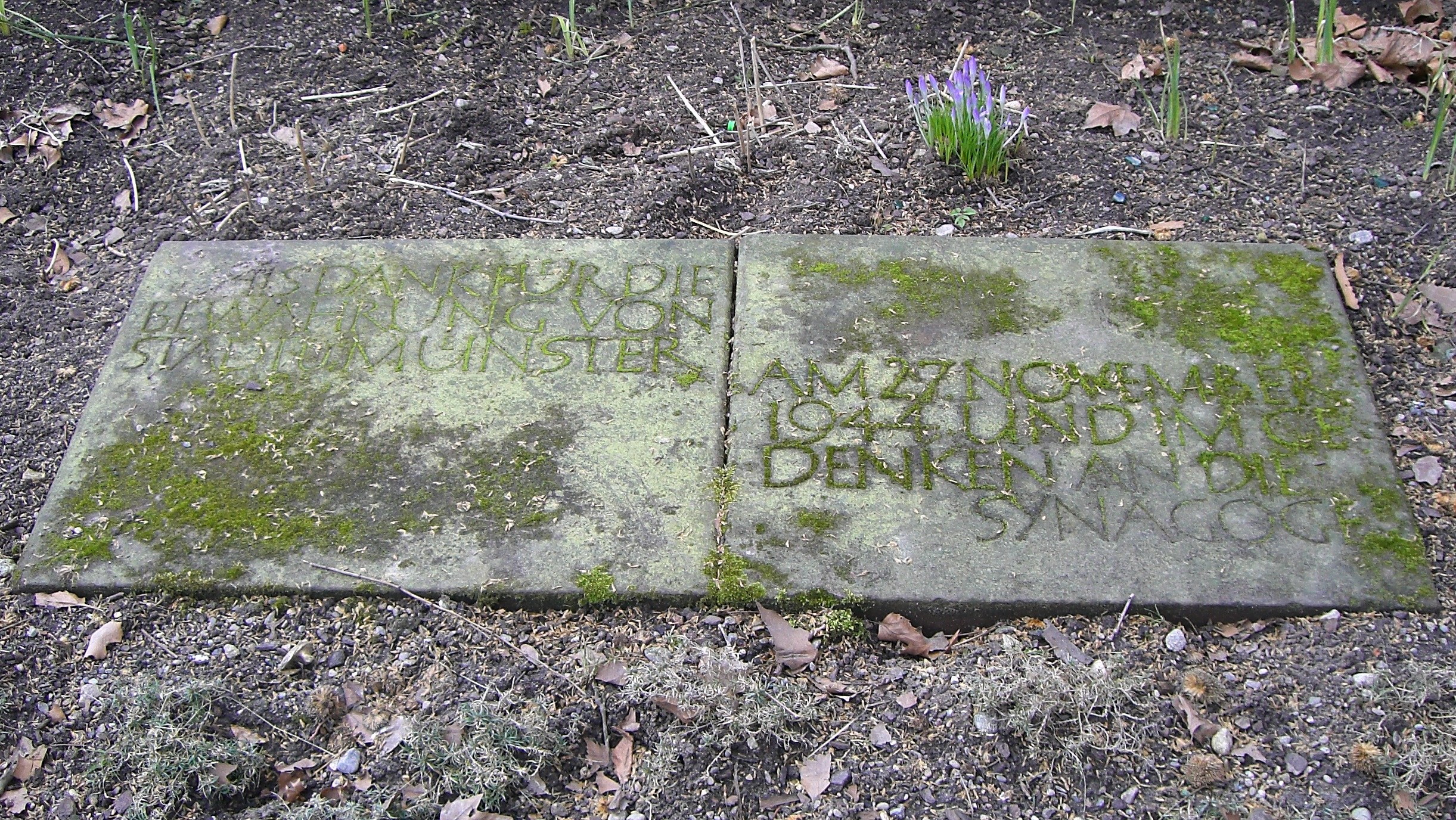
„… und im Gedenken an die Synagoge.“ Die 2016 abgeräumte Gedenkstelle, hier im Jahr 2010.

Der Freiburger Bildhauer Karl Rißler wurde beauftragt, einen Entwurf anzufertigen. Die bronzene Gedenktafel wurde als Kunst am Bau finanziert. Rektor Clemens Bauer ließ in seiner Einweihungsansprache, die das Universitätsrektorat auf den 11. November 1962 um 11:00 Uhr festgelegt hatte, den Holocaust unerwähnt. In den folgenden Jahren gab es Beschwerden über die in die Grünfläche vor dem Kollegiengebäude eingelassene Gedenktafel. Bemängelt wurde das Gras, das die Tafel zu überwuchern begann, sowie die fehlende Bepflanzung des Areals. Am 9. November 1966 wurde das zuvor aufgesockelte Denkmal zum zweiten Mal enthüllt und wenig später auf Wunsch der israelitischen Gemeinde mit einer heckenförmigen Umrandung umgeben.
Im Jahr 1978 erwarb die Stadt Freiburg das Gelände vom Land Baden-Württemberg; geplant war der Bau einer Tiefgarage, die allerdings nicht verwirklicht wurde. Im Kaufvertrag verpflichtete sich die Stadtverwaltung, bei allen Änderungen am Platz der Alten Synagoge eine schriftliche Genehmigung vom Vorstand der israelitischen Gemeinde einzuholen.
Der in den 1980er-Jahren „Europaplatz“ genannte Platz zwischen Stadttheater und Universität wurde im Jahr 1996 in „Platz der Alten Synagoge“ umbenannt. Jährlich am 9. November wurde an der Bronzetafel eine Gedenkfeier unter Beteiligung der Stadtverwaltung, der israelitischen Gemeinde, von Kirchenvertretern, der Gewerkschaften und anderer Organisationen abgehalten.
Ende 2004 veranstaltete die Freiburger Stadtverwaltung an zwei Terminen eine „Planungswerkstatt Platz der Alten Synagoge“, die Vorschläge und Konzepte einer Platzumgestaltung und Ideen zur künftigen Nutzung entwickeln sollte. Am 21. März 2006 beschloss der Freiburger Gemeinderat den Umbau des Platzes der Alten Synagoge und brachte die neue Platzgestaltung am 28. März 2006 öffentlich zur Ausschreibung. Die Wettbewerbsteilnehmer/-innen waren aufgefordert, neben allgemein urbanen Bebauungskonzepten auch „das Thema ‚Alte Synagoge‘ im Entwurf mit gestalterischen oder künstlerischen Mitteln aufzugreifen“. Dabei sollte die „Erinnerung und Information zur Alten Synagoge und zum früheren bzw. heutigen jüdischen Leben in der Stadt“ berücksichtigt werden und „der Bereich der Alten Synagoge in der Platzkonzeption eher einen ruhigeren Charakter erhalten, zugleich aber auch Ort der Begegnung (‚Knesset‘) sein“.
Der siegreiche Entwurf der Architekten Volker Rosenstiel und Martin Schedlbauer sah vor, zusätzlich zu den bestehenden Denkmälern, mit einem Wasserbassin den exakten Grundriss der Alten Synagoge auf dem Platz nachzuzeichnen und an diese im Sinne einer Gedenkstätte symbolisch zu erinnern. Als Bestandteil des Projekts „Stadtbahn und Umgestaltung Rotteckring“ haben die Arbeiten 2012 mit der Sperrung des Rotteckrings begonnen und dauerten rund 16 Monate. Die bis zur Platzübergabe im August 2017 entstandenen Kosten beliefen sich auf 9,3 Millionen Euro.
Der Historiker Bernd Martin, Vorsitzender der Kommission zur Überprüfung der Freiburger Straßennamen, schlug 2016 vor, den Platz der Alten Synagoge umzubenennen in „Platz der zerstörten Synagoge“, was damals auf Zustimmung von Oberbürgermeister Dieter Salomon stieß. Im Juli 2017 berief sich die SPD-Fraktion des Freiburger Gemeinderates auf diesen Vorschlag und stellte in einem Brief an den Oberbürgermeister den entsprechenden Antrag: Der bisherige Platzname erwecke den Anschein, so die SPD-Stadträte, „dass an jenem Platz ein aus welchen Gründen auch immer nicht mehr benötigtes Gotteshaus gestanden habe“; die „euphemistische bisherige Benennung täuscht darüber hinweg, was tatsächlich geschah, nämlich die Zerstörung des Gotteshauses der jüdischen Bevölkerung Freiburgs als Teil des Vernichtungszuges des nationalistischen Deutschen Reiches“. Im Gegensatz zu Salomon und der Mehrheit des Gemeinderates sprach sich die jüdische Gemeinde gegen eine Umbenennung aus. Am 18. September 2017 beschloss der Hauptausschuss des Gemeinderates, den Vorschlag einer Platzumbenennung nicht weiter zu verfolgen.
Die bronzene Gedenktafel lag für die Dauer der Baumaßnahmen vor der Neuen Synagoge in der Engelstraße und wurde im Juli 2017 an der Ostseite des Brunnentisches eingelassen. Unmittelbar neben der Gedenktafel hatten sich bis zum Beginn der Umbaumaßnahmen im Jahr 2016 zwei in den Boden eingelassene Sandsteinplatten befunden. Die vom Verlag Herder gestiftete Gedenkstelle verband den „Dank für die Bewahrung von Stadt u. Münster“ während des alliierten Bombenangriffs am 27. November 1944 mit einem „Gedenken an die Synagoge“. Die Inschrift lautete:

„Als Dank für die Bewahrung von

Stadt u. Münster

am 27. November 1944

und im Gedenken an die Synagoge.“

### Kontroverse um die Reste des Synagogenfundaments

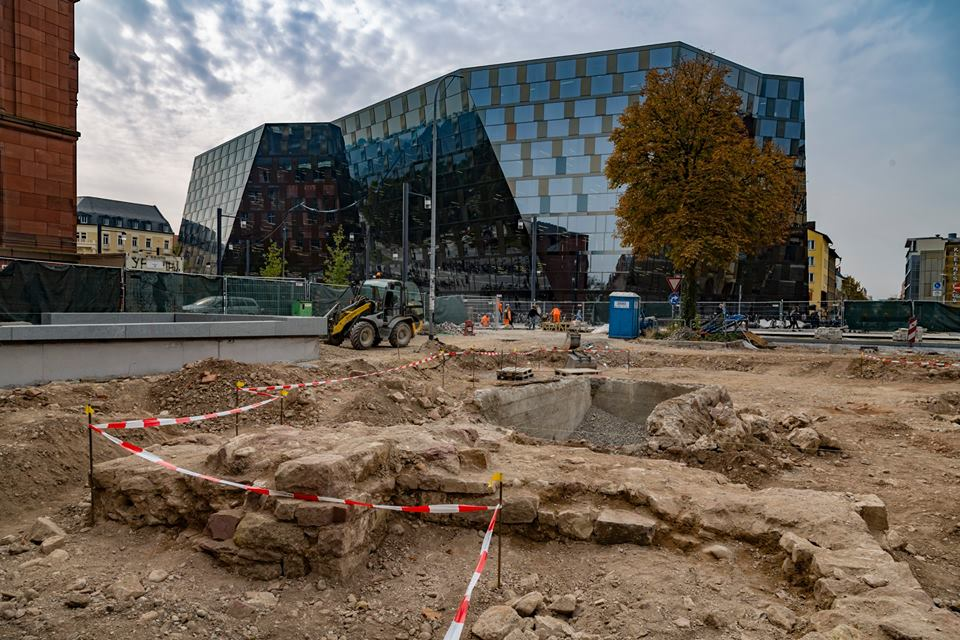
Die freigelegte, am 2. und 3. November 2016 in Teilen abgetragene und wieder verfüllte Fundamentmauer der Synagoge, mittig das Betonfundament eines in den 1950er Jahren auf dem Synagogengrundriss errichteten Behelfsgebäudes, dahinter die Universitätsbibliothek, Oktober 2016

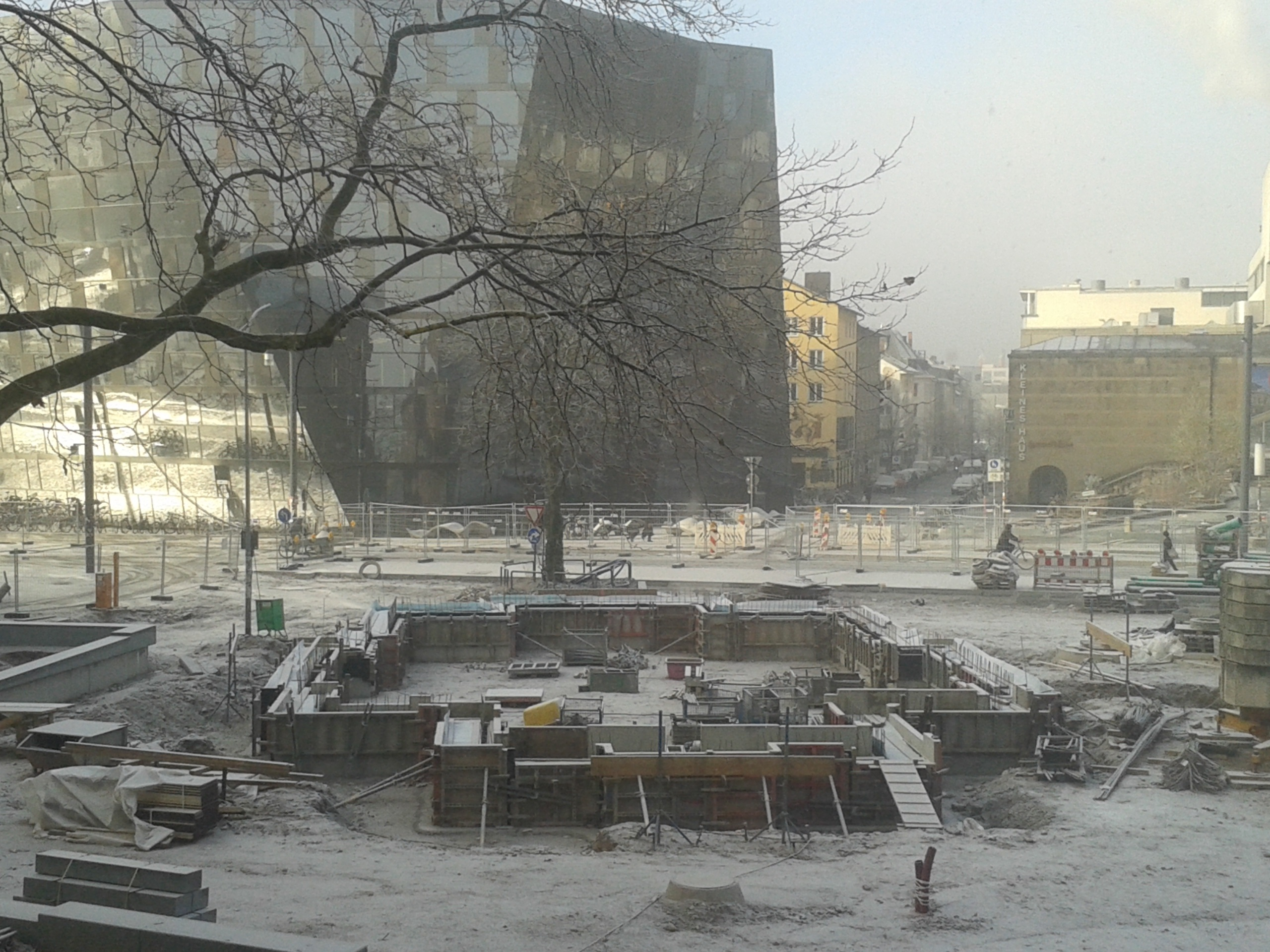
Das Synagogen-Areal im Dezember 2016: Aushub und Fundamentierung des umstrittenen Wassertisches in den Umrissen der zerstörten Synagoge

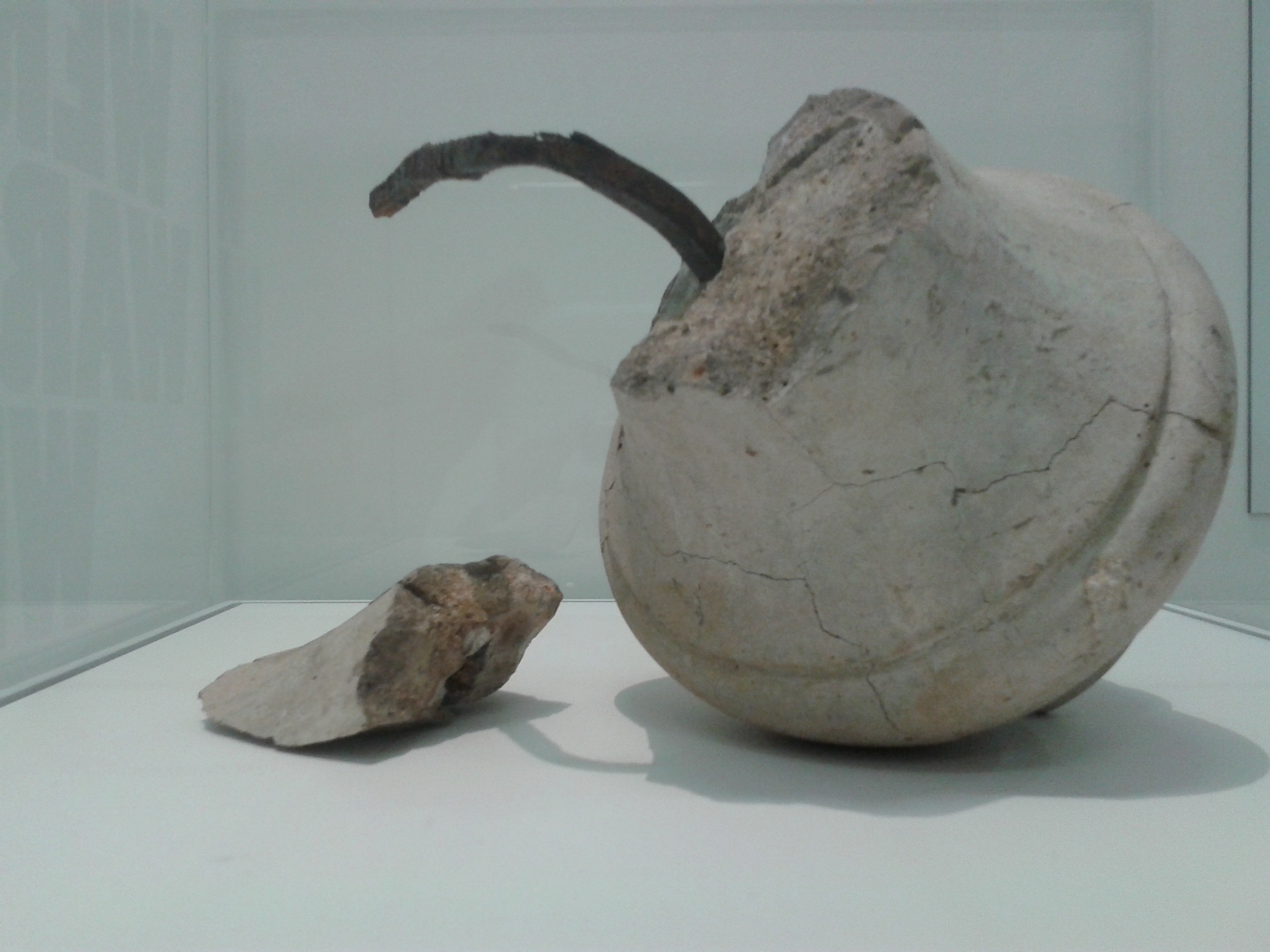
Lesefund 2016: Knauf einer der beiden 1925 abgenommenen Turmspitzen aus Portlandzement

Im Oktober 2004 erklärte Uschi Amitai vom damaligen Vorstand im Namen der damaligen Gemeindevorsitzenden Rimma Breiter, dass die Einheitsgemeinde kein Interesse an Fundamenten der Synagoge hätte, sollte man während der Umgestaltung des Platzes auf diese stoßen.
Über das mutmaßliche Vorhandensein bzw. Fehlen von Fundamentresten im Platzuntergrund gab es in der Ausschreibungsphase zur Platzgestaltung im Jahr 2006 widersprüchliche Angaben. Während der am 21. März 2006 dem Gemeinderat zum Beschluss vorgelegte Ausschreibungstext noch unmissverständlich feststellte: „Die Fundamente der Alten Synagoge sind nach der Zerstörung 1938 und der Neuplanung nach dem Zweiten Weltkrieg im Untergrund verblieben (ca. 30 cm Überdeckung)“ hieß es kurze Zeit später in der Bekanntmachung der Auslobung unvermittelt, dass „die Fundamente der Alten Synagoge nach der Zerstörung 1938 und der Neuplanung nach dem Zweiten Weltkrieg beseitigt worden“ seien.
Ende September 2016 wurden bei Baggerarbeiten für den Synagogenbrunnen die Fundamentreste der Synagoge und der Unterbau der Heizungsanlage gefunden, worüber sich Stadtverwaltung und Landesdenkmalpflege überrascht zeigten. Laut Aussage des zuständigen Landesamts für Denkmalpflege Baden-Württemberg, Außenstelle Freiburg habe es 2006 eine Georadar-Untersuchung des gesamten Platzes gegeben, die „keine Erkenntnisse über Baureste der zerstörten Synagoge gebracht“ habe; „Spuren des Baus“ hätten sich bei dieser Untersuchung „keine abgezeichnet“.
Die besagte Untersuchung wurde zeitlich nach der Wettbewerbsausschreibung, am 4. April 2006 vorgenommen. Sie lieferte laut Messbericht vom 16. Mai 2006 „nur noch wenige“, entgegen der Stellungnahme der Denkmalpflege 2016 aber „(e)indeutige Belege für bauliche Reste von Synagoge und Gemeindehaus“. So sei es möglich, „die ungefähre Lage anhand dieser Reste (zu) rekonstruieren.“ Das mit der Untersuchung beauftragte externe Unternehmen empfahl im „Fazit“ seines Messberichts darüber hinaus, dass den „punktuellen Hinweisen“ auf die „noch vorhandenen baulichen Reste“ „im Falle von Erdarbeiten in entsprechender Tiefe durch gezielte Grabungen nachgegangen werden sollte“, wozu es 2006 oder später nicht kam. Eindeutige geophysikalische Hinweise auf die Reste der 1922 neben dem Gemeindehaus gebauten Mikwe haben sich laut Messbericht hingegen nicht ergeben.
Das Landesamt für Denkmalpflege, Außenstelle Freiburg, bezeichnete und bewertete die Reste des Synagogenfundaments 2016 zwar im Sinne des Denkmalschutzgesetzes als Kulturdenkmal, dokumentierte den Fund und sprach sich für dessen „Erhaltung“ aus, äußerte jedoch keine Bedenken, als Teile der Mauerreste abgetragen werden sollten, sofern diese „dem Fundament des Wasserbeckens im Weg“ stünden. Laut Stadtverwaltung handelte es sich hierbei lediglich um „5 bis 10 Prozent der Mauerreste“ bzw. „insgesamt rund 100 Steine“, was nach Einschätzung des Landesamtes für Denkmalpflege „mit dem Denkmalschutz vereinbar [sei], da der weitaus größte Teil des Denkmals am Ort“ verbleiben werde. Die zum Zweck ihrer „Erhaltung“ im Boden verbleibenden Fundamente sollten demnach mit Geotextil abgedeckt und mit Erde aufgefüllt werden. Mit Verweis auf die Befundung der Denkmalschutzbehörde bewertete die Stadtverwaltung die Mauerfragmente fälschlich als Reste „einer 1925 im östlichen Teil der Synagoge errichteten Erweiterung“; der Anbau 1925/26 betraf jedoch den westlichen Teil. Die Vermutung, dass dieser Anbau „tiefer gründete als das 1870 errichtete Hauptgebäude“, diente zur Erklärung dafür, dass „diese Teile des Fundaments offenbar erhalten“ geblieben seien. Erst 2019 wurde dieser Passus von der städtischen Website entfernt und das entsprechende Kapitel neu formuliert.
Die jüdische Einheitsgemeinde sprach sich in einer Mitgliederbefragung einstimmig dafür aus, die Fundamentreste an Ort und Stelle als authentische Mahn- und Gedenkstätte vollständig und sichtbar zu erhalten. Dass die Stadt die freigelegten Steinreihen am 2. und 3. November dennoch abtragen ließ, um wie geplant einen „Ort der Erinnerung“ in Brunnenform zu realisieren, führte zu Protesten der Freiburger jüdischen Gemeinde, von Nachkommen der Freiburger Juden im Ausland und Teilen der örtlichen Bevölkerung. Zum Ausdruck kamen sie unter anderem bei einer Kundgebung zum 9. November und in einer an die Stadtverwaltung gerichteten Petition.
Von den auch hinsichtlich Sorgfaltspflicht und Fachaufsicht in der Kritik stehenden Fundamentabtragungen durch ein Bauunternehmen entstand eine Video-Aufzeichnung, gefilmt und kommentiert von Irina Katz, der Vorsitzenden der israelitischen Gemeinde Freiburg. Bei der Gemeinderatssitzung am 15. November 2016 lag dieser Film vor und wurde thematisiert. In der Folge wurde die umstrittene Baumaßnahme noch einmal zur Abstimmung gebracht und mehrheitlich bestätigt. Daraufhin begannen die Auffüllungen und die Planierung des Terrains am 17. November 2016.
In Sachen „Umgang mit aus den Fundamentresten entnommenen Steinen“ beschloss der Gemeinderat in seiner Sitzung am 25. Juli 2017 – „vor dem Hintergrund der unterschiedlichsten Erwartungshaltungen und kontroversen Diskussionen nach dem Auffinden der Kellerfundamentreste“ – ein extern moderiertes und strukturiertes Dialogverfahren, bei dem Stadtverwaltung und Vertreter der beiden jüdischen Gemeinden Freiburgs beteiligt sein werden, um zu erörtern und klären, was mit den im Herbst 2016 abgetragenen und seitdem in einem Bauhofdepot lagernden Fundamentsteinen geschehen solle.

### Kritik an Konzeption und Nutzung der Gedenkstätte
In seiner Rede anlässlich der Eröffnungsfeier des Platzes der Alten Synagoge am 2. August 2017 wies der damalige Oberbürgermeister Dieter Salomon darauf hin, dass es bei den Planungen „von Beginn an eine zentrale Frage“ gewesen sei, wie an die zerstörte Synagoge „würdig gedacht werden könne“; des Weiteren führte er aus, dass „seitens der israelitischen Gemeinde stets der Wunsch bestanden“ habe, dass „dort, wo jüdisches Leben erloschen ist, wieder Leben sein“ solle. Der Vorsitzende der Israelitischen Religionsgemeinschaft Baden, Rami Suliman, bezeichnete in seiner Rede das Wasserbecken als „Teil des Lebens auf dem Platz“, das er nicht als Mahnmal oder heiligen Ort betrachte, sondern als Zeichen dafür, „dass Judentum in Freiburg Teil der Gesellschaft“ sei.

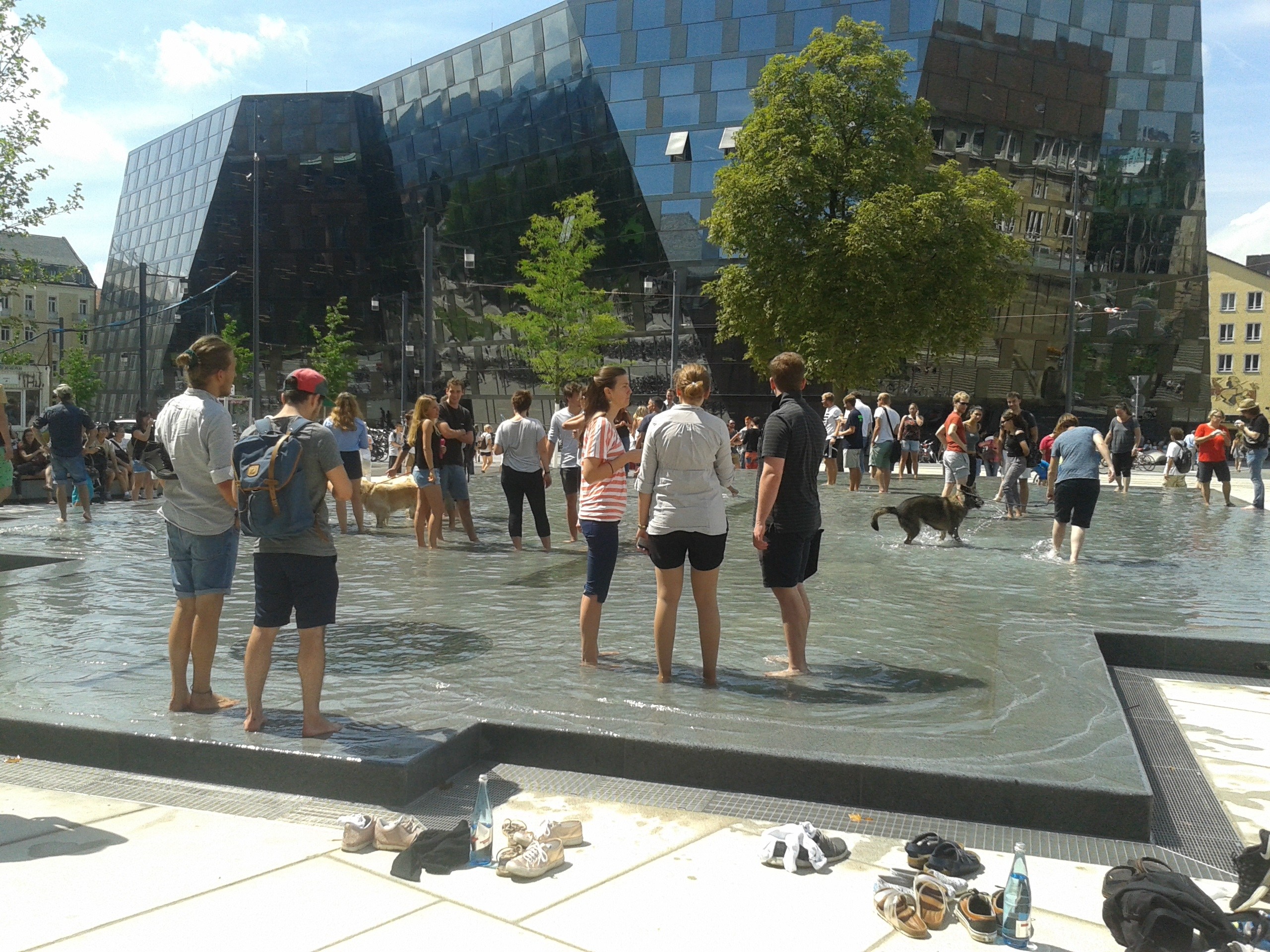
Der Wassertisch zur Erinnerung an die Alte Synagoge und deren Zerstörung, am Tag der Platz-Freigabe, 2. August 2017

Mit der Freigabe des Platzes und des noch während der offiziellen Eröffnungsfeier von Menschen und Hunden betretenen, seitdem vor allem von Kindern als Planschbecken, von Erwachsenen auch schon als Partyfläche genutzten Wassertisches setzte eine kontroverse öffentliche Debatte über die Frage ein, ob diese Nutzung die Würde eines Synagogen-Gedenkortes wahre und in Zukunft erlaubt bleiben dürfe. Die Badische Zeitung, Die Welt und zuletzt die französische Zeitschrift Allemagne d’aujourd’hui verglichen in kritischen Beiträgen die Debatte zur Freiburger Erinnerungskultur mit jener um das Berliner Denkmal für die ermordeten Juden Europas.
Die Freiburger israelitische Gemeinde und Nachkommen der im Ausland lebenden Mitglieder der ehemaligen jüdischen Gemeinde Freiburgs brachten in Stellungnahmen und Gestaltungsvorschlägen erneut ihre grundsätzliche Kritik am Gedenkkonzept zum Ausdruck. Sie sprachen sich gegen die vorgeschlagene Platzumbenennung aus und äußerten unter anderem den Wunsch, die Gedenktafel wieder aus dem Brunnenbassin zu entfernen, um sie entweder zusammen mit den im November 2016 abgetragenen Fundamentsteinen vor der Neuen Synagoge aufzustellen oder diese in das Brunnenbecken zu integrieren.
Der Historiker Heinrich Schwendemann kritisierte, dass die im Wasserbecken eingelassene Gedenktafel bei bewegter Wasseroberfläche nur schwer zu erkennen sei und von den Menschen achtlos betreten werde; ihr abstrakter, die Täter der Synagogenzerstörung anonymisierender Text („unter einer Herrschaft der Gewalt und des Unrechts“) liefere insgesamt zu wenig Information, um den Ort überhaupt als Gedenkstätte wahrzunehmen. Ferner kritisierte Schwendemann, dass „die eigentlichen Opfer, die Menschen, die in die Freiburger Synagoge gegangen waren, (…) unerwähnt (bleiben)“.

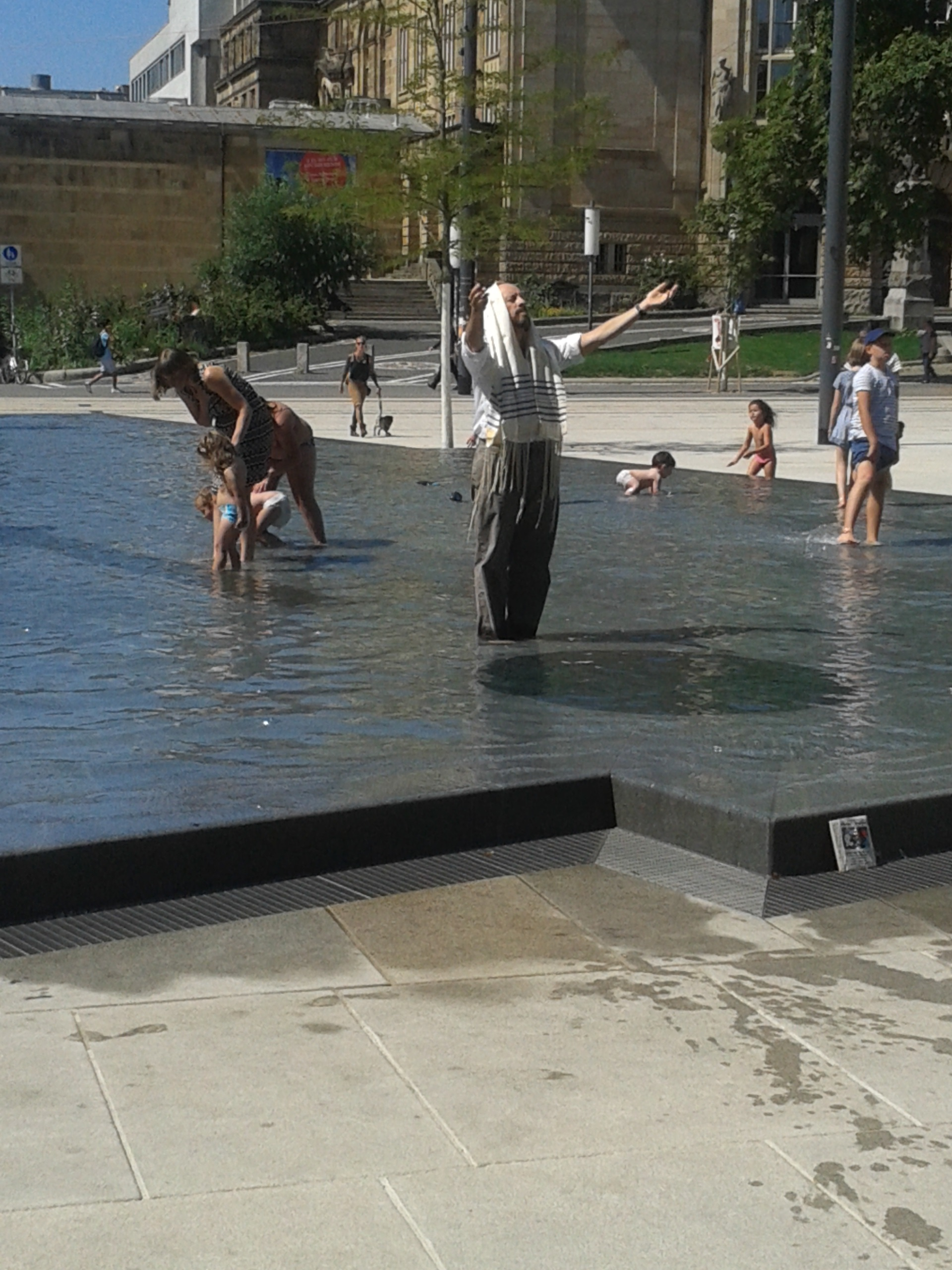
Yehuda Hyman: „Jew in the Pool“, 23. August 2017

Am 23. August 2017 kam es im Wasserbecken zur Aufführung von „Jew in the Pool“, einer rund zweistündigen Performance des jüdischen Tänzers und Choreographen Yehuda Hyman aus New York. In Straßenkleidung und mit einem über den Kopf gelegten Tallit versuchte er mit seiner Darbietung, die um ihn herum planschenden Kinder und Erwachsenen auf die Geschichte dieses Ortes hinzuweisen und sie an die zerstörte Synagoge zu erinnern. Hyman wiederholte „Jew in the Pool“ im Sommer 2018, worüber die lokale Presse berichtete. Über seine Erfahrungen, die Reaktionen der Platzbesucher und auch des neuen Freiburger Oberbürgermeisters Martin Horn, der ihm 2018 einen persönlichen Brief geschrieben hatte, veröffentlichte Hyman 2019 einen Artikel in der israelischen Zeitschrift Dance Today.
Laut einer Stellungnahme der Freiburger Gemeinderatsfraktionen der SPD, der JPG und der Unabhängigen Listen 2017 sei es den Besucherinnen und Besuchern aufgrund fehlender Hintergrundinformationen (…) nicht möglich, „den mahnenden Charakter des Brunnens zu erkennen“. So könnten diese „keine Haltung zu dem Mahnmal einnehmen“; erforderlich sei deshalb die nachträgliche Anbringung von Informationstafeln.
Volker Rosenstiel und Martin Schedlbauer, die Architekten des von ihnen als Wasserspiegel, sonst als Synagogenbrunnen, Gedenkbrunnen oder Erinnerungsort bezeichneten Wassertisches, zeigten sich 2017 von der intensiven Nutzung und „Bespielung“ als Planschbecken und Partyfläche überrascht und äußerten ihr Unverständnis. Die beiden Architekten verteidigten zugleich ihren Platzentwurf, der ihrer Ansicht nach die gestellte Anforderung nach einem lebendigen Ort erfüllt, der am Wassertisch auch das stille Gedenken ermögliche.
Am 10. September 2017 kam es zu einer zivilgesellschaftlich initiierten Protestveranstaltung, bei der ein würdiges Gedenken an der Synagogengedenkstätte eingefordert wurde. Die an den folgenden Sonntagen wiederholte Aktion nahm die israelische Tageszeitung The Jerusalem Post zum Anlass eines zusammenfassenden Berichtes über die in der Kritik stehende Erinnerungskultur am Platz der Alten Synagoge und die zuletzt von der Stadtverwaltung angekündigten Nachbesserungen.
Als Reaktion auf die vielfach geäußerte Kritik am Umgang mit dem Synagogen-Gedenkort teilte der damalige Oberbürgermeister Dieter Salomon am 18. September 2017 den Entschluss der Stadtverwaltung mit, bis Ende Oktober 2017 „provisorische Informationstafeln“ anzubringen. Damit sollen laut einer Pressemitteilung „die Geschichte und der Hintergrund des Brunnens für die Platzbesucher verständlicher werden“ und „ein besseres Bewusstsein für ein angemessenes Verhalten an dem Gedenkort einhergehen“. Die „endgültige Gestaltung für Erläuterungen des Erinnerungsortes“ werde dann in den kommenden Monaten gemeinsam mit den jüdischen Gemeinden in einem Moderationsverfahren ausgearbeitet. Der Hauptausschuss des Gemeinderates beschloss ferner, den Vorschlag einer Platzumbenennung nicht weiter zu verfolgen.

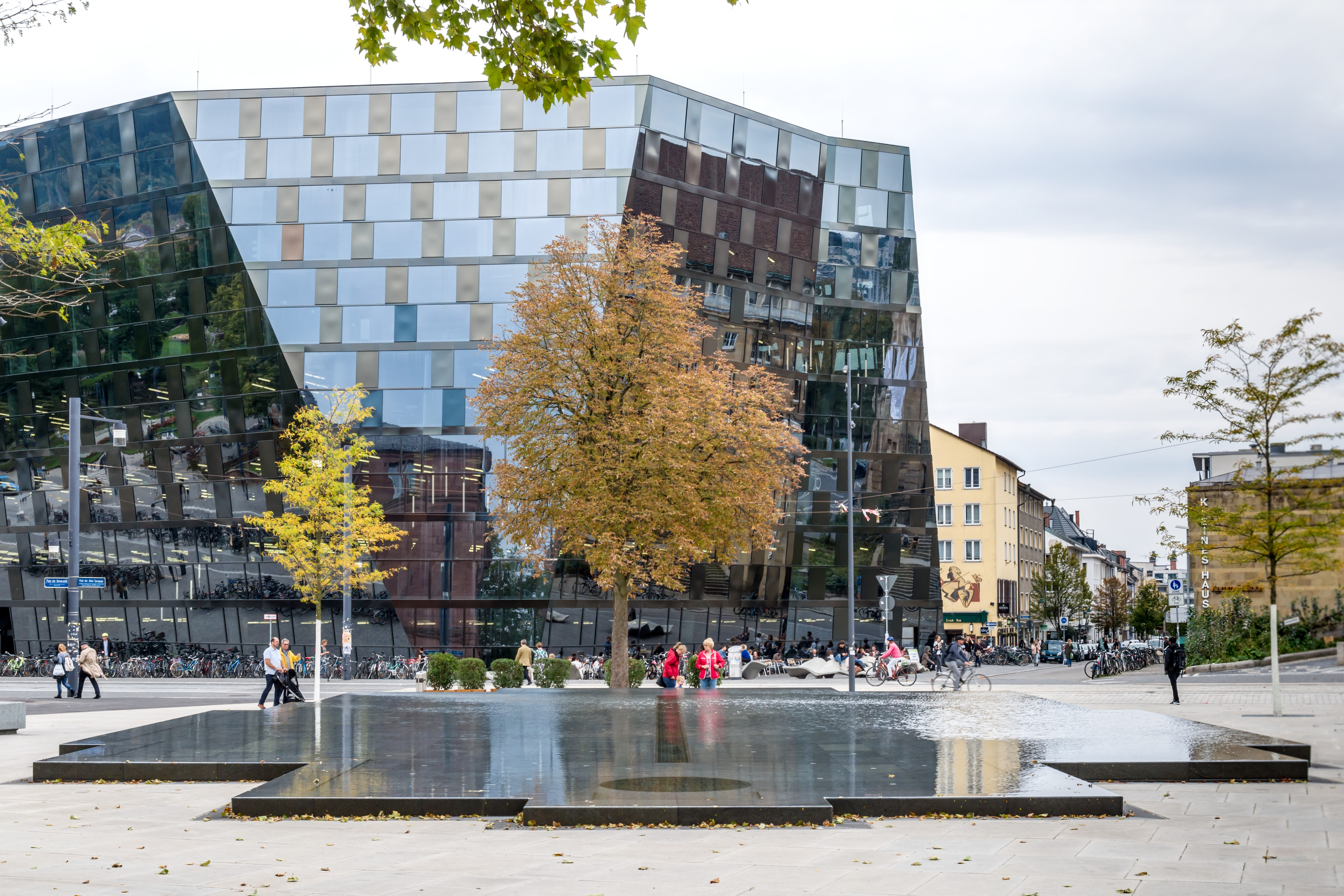
Das Wasserbecken, vorne die eingelassene Gedenktafel, mittig das Zulaufgitter. 30. September 2017

In der Gemeinderatssitzung am 26. September 2017 richtete sich Salomon in einer kurzen Erklärung an die Mitglieder des Gemeinderates: es sei eine „Frage des Anstands“, wie man mit dem Gedenkort umgehe. Salomon sprach ferner von einer „Bringschuld“ der Stadt, nun Hinweistafeln aufzubauen, welchen Sinn der Brunnen und seine Form haben. In dem beginnenden Moderationsverfahren werde sich die Stadtverwaltung mit den Freiburger jüdischen Gemeinden absprechen und in den nächsten Wochen zwei vorläufige Informationsstelen anbringen; im Frühjahr 2018 solle dann eine endgültige Lösung über die Form des Erinnerns gefunden werden. Auch was mit den 2016 abgetragenen Fundamentsteinen der zerstörten Synagoge geschehen solle, sei Gegenstand dieses Moderationsverfahrens.
An der offiziellen Gurs-Gedenkveranstaltung der Stadt Freiburg am 22. Oktober 2017, an der sich auch wieder mehrere zivilgesellschaftliche Organisationen und die jüdischen Gemeinden Freiburgs beteiligten, erinnerte die Vorsitzende der israelitischen Gemeinde, Irina Katz, daran, dass sich die Gemeinde einen sensibleren Umgang mit den abgetragenen Fundamentsteinen und deren Integration auf dem Platz der Alten Synagoge gewünscht habe: „Wie die vergangenen Wochen seit seiner Fertigstellung gezeigt haben, nehmen die Passanten den Wasserspiegel als beherrschendes Gestaltungselement des großen zentralen Platzes wahr, aber nicht als Ort, mit dem sich für die jüdischen Menschen in der Stadt eine unauslöschliche Leidenserfahrung verbindet. Eine architektonische Einbindung der steinernen Reste bei der Platzgestaltung hätte diesem Aspekt deutlich mehr Rechnung getragen.“
Am 6. November 2017 (im November 2018 ersetzt) wurden vor der West- und Ostseite des Wassertisches zwei inhaltsgleiche, ca. 1,60 × 0,50 m große Informationsstelen aufgestellt, auf denen in deutscher und englischer Sprache die Historie des Ortes erläutert und um ein angemessenes Verhalten am „Ort der Erinnerung“ gebeten wird. Der Tafeltext ist jeweils durch zwei Fotografien und eine Grundrissskizze bebildert; eine größere Fotografie oben zeigt den Synagogenbau nach der Erweiterung von 1926, die kleinere, am unteren Rand des Textfeldes – in seiner ersten Version – das durch Brand und Sprengung zerstörte Gebäude am 10. November 1938. Dem damaligen Jurastudenten Wolf Middendorff gelang es nach eigenen Angaben am 10. November 1938, trotz eines vermeintlich von der SS oder der Ordnungspolizei verhängten Fotografieverbots, vom angrenzenden Universitätsgebäude aus mehrere Fotografien der von Brand und Sprengung zerstörten Synagoge zu machen. Seine auf der Stele zunächst abgebildete Fotografie galt als das einzig überlieferte Bilddokument der zerstörten Freiburger Synagoge. Es wurde in der Folge kritisiert, dass die bildrechtlich gebotene Namensnennung Middendorffs auf den Tafeln unkommentiert geblieben war und diese keine weiteren Hinweise auf den Entstehungskontext und die nachweisliche NS-Belastung des Fotografen enthalten hatte.
Der deutschsprachige Text lautete:

„Alte Synagoge

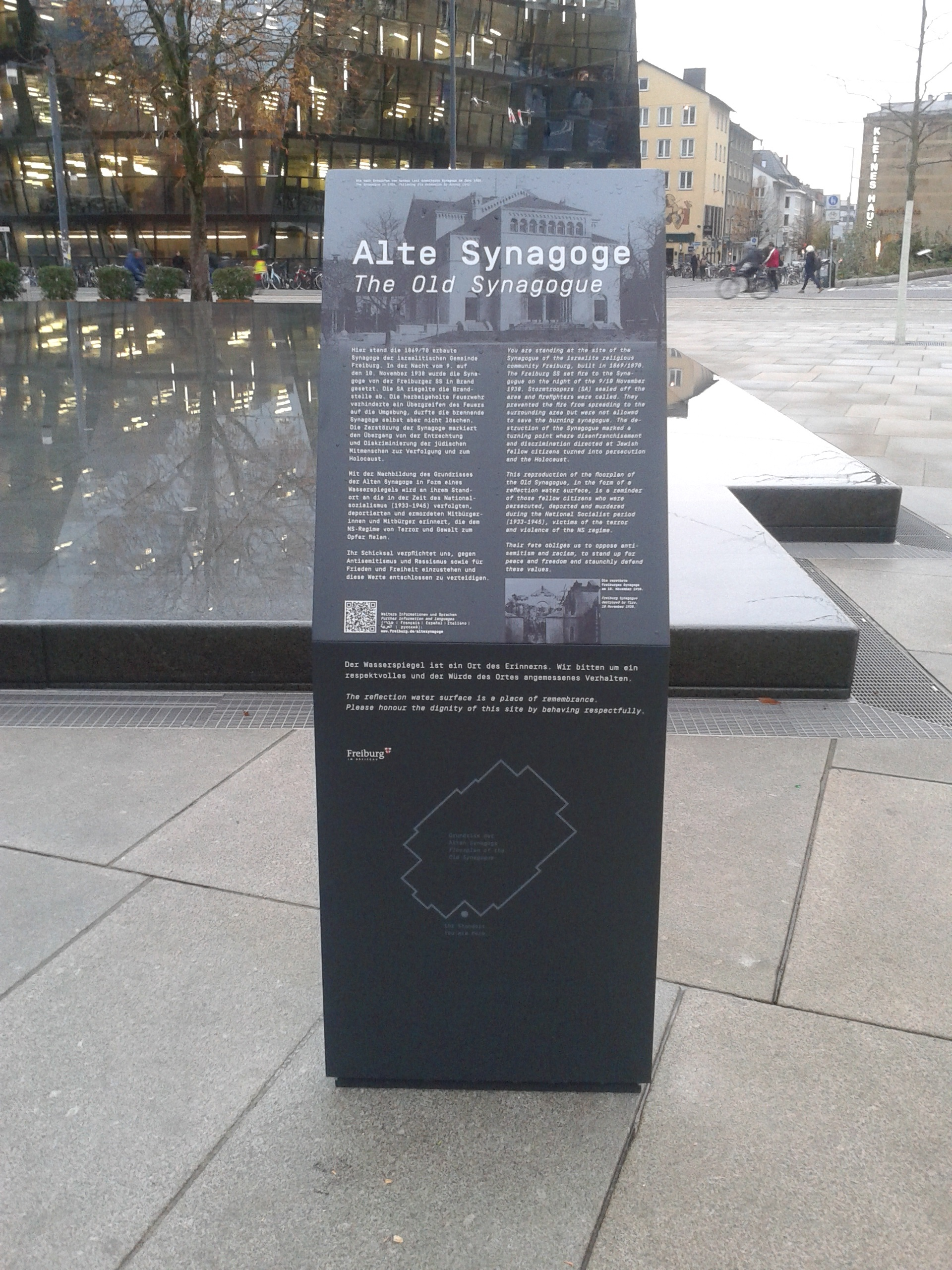
Provisorische Informationstafel, erste Fassung, November 2017.

Hier stand die 1869/70 erbaute Synagoge der israelitischen Gemeinde Freiburg. In der Nacht vom 9. auf den 10. November 1938 wurde die Synagoge von der Freiburger SS in Brand gesetzt. Die SA riegelte die Brandstelle ab. Die herbeigeholte Feuerwehr verhinderte ein Übergreifen des Feuers auf die Umgebung, durfte die brennende Synagoge selbst aber nicht löschen. Die Zerstörung der Synagoge markiert den Übergang von der Entrechtung und Diskriminierung der jüdischen Mitmenschen zur Verfolgung und zum Holocaust.
Mit der Nachbildung des Grundrisses der Alten Synagoge in Form eines Wasserspiegels wird an ihrem Standort an die in der Zeit des Nationalsozialismus (1933–1945) verfolgten, deportierten und ermordeten Mitbürgerinnen und Mitbürger erinnert, die dem NS-Regime von Terror und Gewalt zum Opfer fielen.
Ihr Schicksal verpflichtet uns, gegen Antisemitismus und Rassismus sowie für Frieden und Freiheit einzustehen und diese Werte entschlossen zu verteidigen.
Der Wasserspiegel ist ein Ort des Erinnerns. Wir bitten um ein respektvolles und der Würde des Ortes angemessenes Verhalten.“

Zusätzlich stellte die Stadt Freiburg auf ihrer Internetseite ergänzende Informationen zur Geschichte der alten Synagoge und ihrer Zerstörung, zur Geschichte der jüdischen Gemeinde Freiburgs und zum Thema „Nationalsozialismus in Freiburg“ zur Verfügung, unter anderem eine Literaturliste des Stadtarchivs und ein graphisch aufbereiteter Beitrag des Landesamtes für Denkmalpflege zu den Fundamentfunden 2016. Der Link zu dieser Internetseite bzw. ein QR-Code stehen ebenfalls auf den Tafeln.
Die Journalistin Beate Klarsfeld und ihr Mann, der Historiker und Jurist Serge Klarsfeld, die durch das Aufspüren von NS-Tätern bekannt geworden sind und 2015 zu UNESCO-Sonderbotschaftern für Bildung über den Holocaust und die Verhinderung von Völkermorden ernannt wurden, wandten sich Ende Oktober 2017 mit einem Offenen Brief an Oberbürgermeister Salomon und an den Freiburger Gemeinderat. In ihrem Schreiben übten sie deutliche Kritik an der Gedenkkultur auf dem Platz der Alten Synagoge, insbesondere an der Konzeption des Gedenkbrunnens, dem Umgang mit den abgetragenen Fundamentsteinen sowie an der bisherigen Nichtberücksichtigung der Belange der Nachkommen vertriebener und ermordeter Mitglieder der damaligen Synagogengemeinde. Das Antwortschreiben Salomons veranlasste Beate und Serge Klarsfeld im Januar 2018 zu einem weiteren Offenen Brief an die Freiburger Stadtverwaltung, in dem sie die Kritik an der Gedenkkonzeption, einschließlich der Informationstafeln verschärften.

### Moderationsverfahren zum Umgang mit dem Erinnerungsort
In der Sitzung des Bau- und Umlegungsausschusses des Freiburger Gemeinderats am 27. Juni 2018 und auf einer Pressekonferenz tags darauf wurde das Ergebnis des am 16. März 2018 abgeschlossenen, mehrmonatigen Dialogverfahrens zwischen der Stadtverwaltung und den jüdischen Gemeinden zum Verbleib der aus den Fundamentresten der Alten Synagoge entnommenen Steine vorgestellt. Außerdem wurden laut Abschlussbericht Empfehlungen erarbeitet, „wie ein respekt- und würdevoller Umgang mit dem Synagogenbrunnen erreicht werden“ könne. Die diesbezüglich gewünschte Installation zusätzlicher Informationstafeln wurde im laufenden Dialogverfahren bereits umgesetzt und gewürdigt. Der Beschlussantrag enthält u. a. folgende Empfehlungen zur Kenntnis und Abstimmung in der Gemeinderatssitzung vom 10. Juli 2018:
Klärung begrifflicher Definitionen und Konzeptionen: „der Platz  der  Alten  Synagoge  und  insbesondere  auch  der  Synagogenbrunnen“ seien, entgegen früheren Bezeichnungen, weder ein Mahnmal noch eine Gedenkstätte. Der Brunnen sei ein Ort der Erinnerns und als solcher respekt- und würdevoll zu behandeln; ein „temporäres Gedenken in  Form von  jüdisch  geprägten  Gedenk- bzw. Erinnerungsveranstaltungen“  sei dort „grundsätzlich möglich und erwünscht“.
Textliche Überarbeitung und dauerhafter Verbleib der beiden bisherigen provisorischen Erläuterungsstelen, zudem die Installation einer digitalen Informationstafel in der Nähe des Gedenkbrunnens.
Sicherstellung der Erhaltung und Verwendung der am besten erhaltenen und dafür geeigneten Fundamentsteine in dem geplanten zentralen Dokumentationszentrum Nationalsozialismus Freiburg.
Verworfen wurden von Seiten der Stadtverwaltung u. a. die Vorschläge der jüdischen Gemeinden, im Stelentext die Formulierung „Bitte nicht betreten“ zu verwenden, die Namen der ermordeten Freiburger Jüdinnen und Juden im Gedenkbrunnen selbst einzugravieren bzw. die Fundamentsteine im Gedenkbrunnen im Sinne einer Gedenkstätte oder eines zusätzlichen Mahnmals zu integrieren. Stattdessen entschied sich die Stadtverwaltung für die Formulierung der „Bitte um ein angemessenes Verhalten“. Die Namen sollen in einem „Gedenkraum“ im seinerzeit geplanten Dokumentationszentrum Nationalsozialismus („Haus der Demokratie“) und/oder auf der vorgesehenen digitalen Informationstafel zu lesen sein.
Aufgrund der im Sommer 2018 trotz der Informationstafeln wieder verstärkt eingetretenen Nutzung des Gedenkbrunnens als Planschbecken gemahnten mehrere Gemeinderäte selbstkritisch an die Verantwortung, die Bedingungen für einen würdigen Erinnerungsort zu schaffen; die an dem Planungsverfahren 2006 Beteiligten hätten den Konflikt zwischen Erinnerungsort und öffentlicher Nutzung seinerzeit nicht gesehen und die Situation falsch eingeschätzt.

### Informelle, künstlerische und bauliche Nachbesserungen am Gedenkbrunnen
Die Stadtverwaltung kündigte an, das Dialogverfahren auch über 2018 hinaus fortzuführen, um in Abstimmung mit den jüdischen Gemeinden und den Architekten des Platzes Vorschläge zu erarbeiten, „wie die Menschen zu einem würdevollen Umgang mit dem Brunnen zu bewegen sind“; diese sollten laut Bürgermeister Ulrich von Kirchbach „nach der Sommerpause“ 2018 dem Gemeinderat unterbreitet werden.

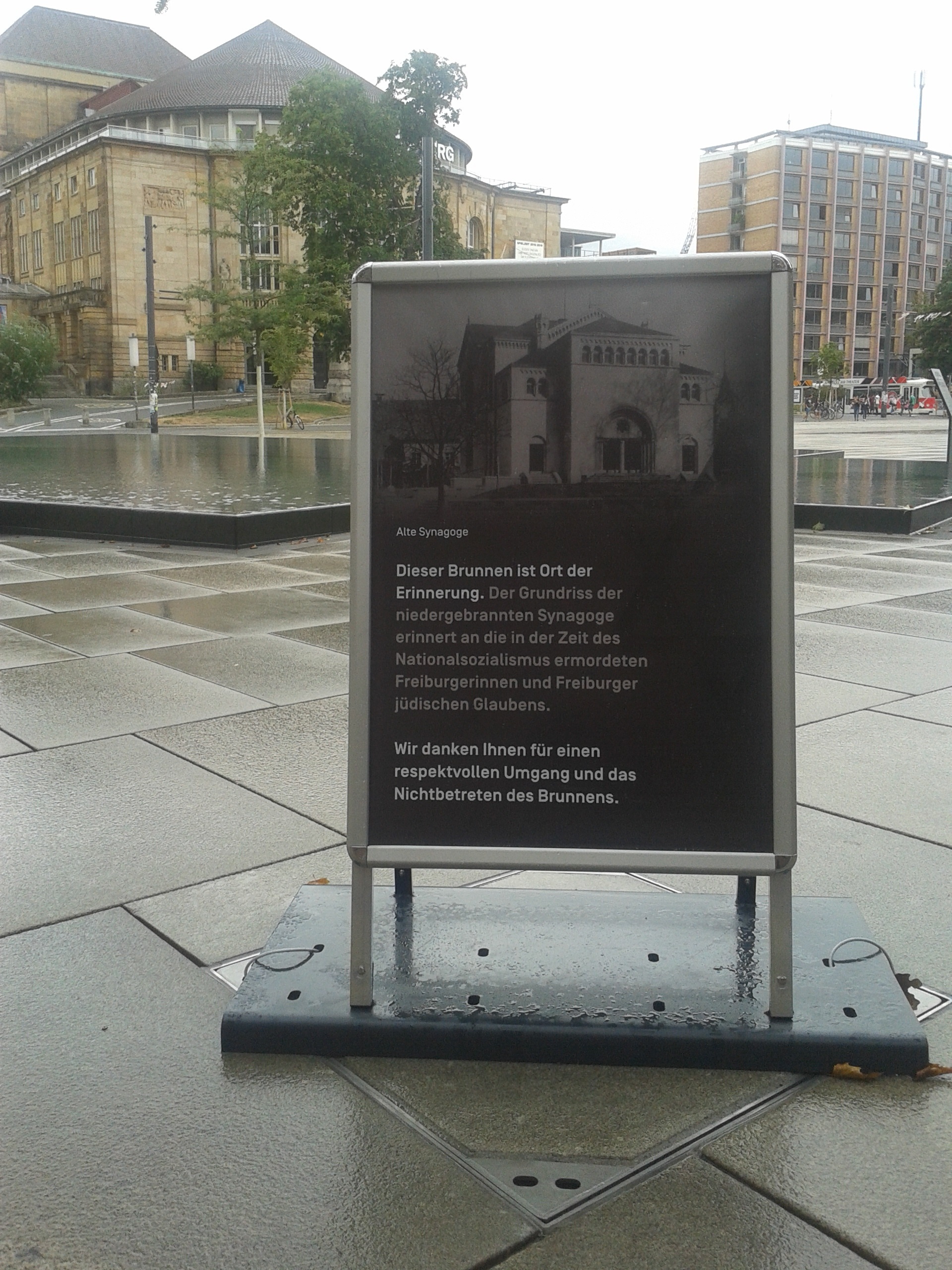
„Dieser Brunnen ist Ort der Erinnerung“ – Provisorische Hinweistafel, 2018. Das Nachfolgemodell in Holz wurde Anfang 2021 wieder abgebaut.

Am 22. August 2018 ließ die Stadtverwaltung vorübergehend drei weitere Hinweistafeln am Gedenkbrunnen installieren, die zu einem „respektvollen Umgang“ mit dem Erinnerungsort beitragen sollten. Auf den provisorischen Aufstellern wurde erstmals auch die indirekte Bitte formuliert, den Wassertisch nicht zu betreten. Am rechten Rand der in Grautönen gehaltenen Text- und Bildfläche war bei genauerer Betrachtung das unvollständige Symbol eines Davidsterns zu erkennen. Der einsprachige, deutsche Text, dem das Impressum der Stadt Freiburg fehlte, lautete: „Dieser Brunnen ist Ort der Erinnerung. Der Grundriss der niedergebrannten Synagoge erinnert an die in der Zeit des Nationalsozialismus ermordeten Freiburgerinnen und Freiburger jüdischen Glaubens. Wir danken Ihnen für einen respektvollen Umgang und für das Nichtbetreten des Brunnens.“ Am 8. September 2018 kam es zu einer mutmaßlich antisemitisch motivierten Sachbeschädigung von zwei der drei Hinweistafeln. Die beschädigten Aufsteller wurden zunächst repariert, nach neuerlichen Sachbeschädigungen an allen drei Tafeln jedoch durch zwei neue, aus Holz gefertigte, ersetzt. Diese wurden Anfang 2021 endgültig entfernt.

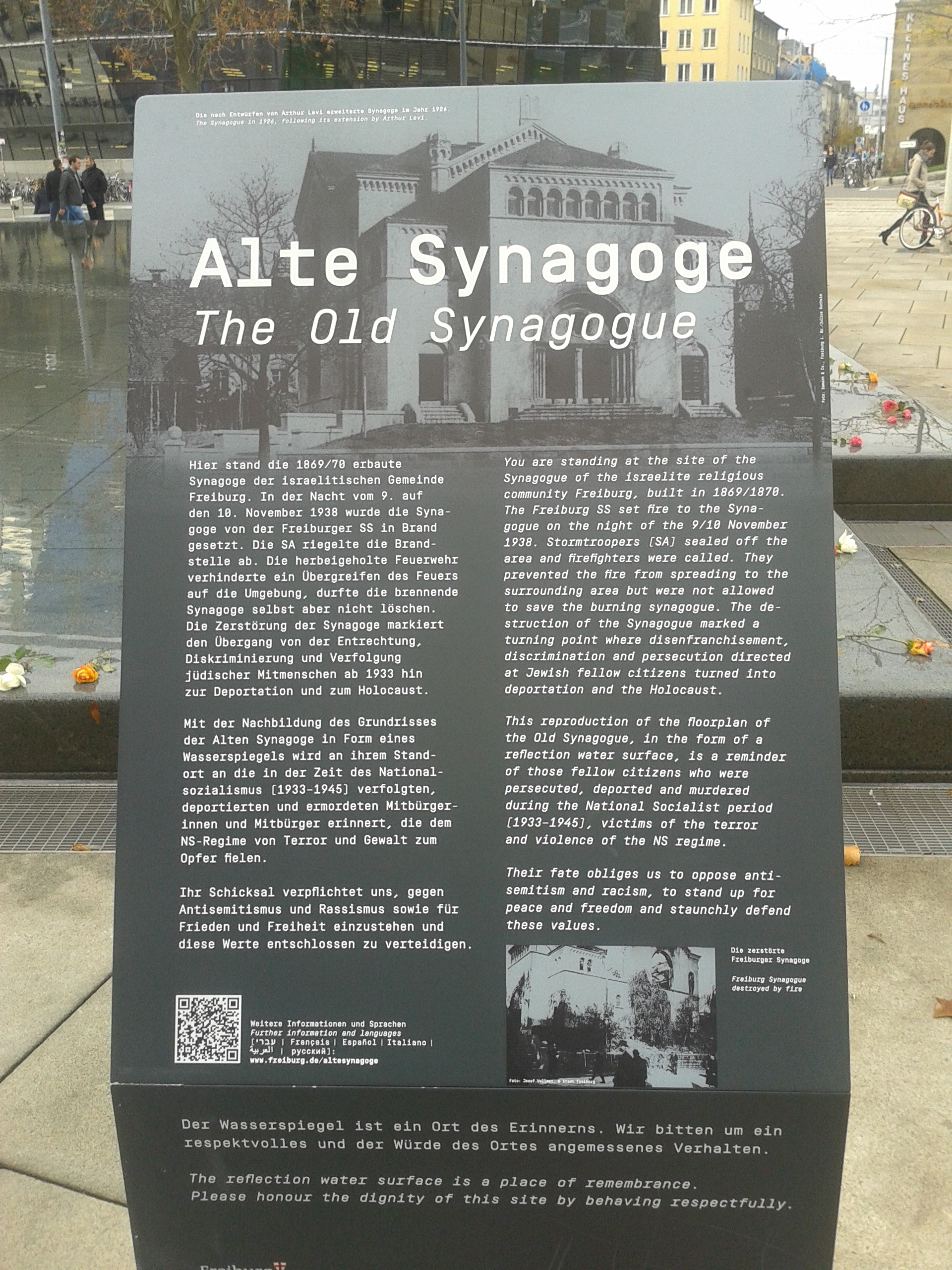
Die überarbeitete Informationstafel, November 2018.

Aufgrund des Zeitungsberichts über die Middendorff-Fotografie meldete sich im Frühjahr 2018 eine Privatperson im Stadtarchiv Freiburg und legte eine weitere, bisher unbekannte Fotografie der zerstörten Synagoge vor; ebenfalls am 10. November 1938 entstanden, jedoch noch vor den ersten Sprengungen am späteren Nachmittag, bildet sie die Gebäudeschäden durch den Brand ab. Diese Fotografie ersetzt seit dem 80. Jahrestag der Reichspogromnacht am 9. November 2018 die in die Kritik geratene Middendorff-Fotografie auf den auch textlich leicht veränderten Informationstafeln.
Im April 2019 wurde der bereits für 2018 angekündigte Maßnahmenkatalog bekannt, der Gegenstand und Ergebnis des bisherigen Dialogverfahrens zwischen Stadtverwaltung und jüdischen Gemeinden war und für den zunächst Kosten in Höhe von 700.000 Euro veranschlagt wurden. Nach Abschluss des Dialogverfahrens wurden im November 2019 die voraussichtlichen Kosten auf rund 500.000 Euro beziffert. Neben der schon erwähnten digitalen Informationsstele soll im Abstand von zwei Metern um den Wassertisch ein nachts beleuchtetes „Zonierungsband“ aus Bronze, mit einer mehrsprachigen Inschrift angebracht werden. Zusammen mit entsprechenden Piktogrammen entlang des Wassertisches, angebracht im August 2019, und einem „maßstäblichen  Bronzemodell der  Alten  Synagoge  in einer gut  wahrnehmbaren  Dimension  auf  einem  entsprechend  hohen  Sockel“ sollen die genannten baulichen Veränderungen bzw. Ergänzungen in unmittelbarer Nähe des Gedenkbrunnens verhindern, dass dieser weiterhin betreten bzw. als Planschbecken genutzt wird, wie es nach der Winterpause und dem Einleiten des Wassers auch 2019 wieder zu beobachten war. Die provisorischen, hölzernen Klappaufsteller sollten in der Folge wieder abgebaut werden, während die beiden Infostelen aus Metall bleiben sollen. Über die konkrete Positionierung des Synagogenmodells und der digitalen Infostele konnte zunächst keine Einigung erzielt werden; überdies wurde die vorgeschlagene Inschrift des Zonierungsbandes – „Denn mein Haus wird ein Haus des Gebetes für alle Völker genannt werden / Jesaja 56,7“ – von der israelitischen Einheitsgemeinde abgelehnt. Die Beschlussvorlage kam in der Gemeinderatssitzung vom 7. Mai 2019 zur Abstimmung und wurde in allen anderen Punkten bestätigt.

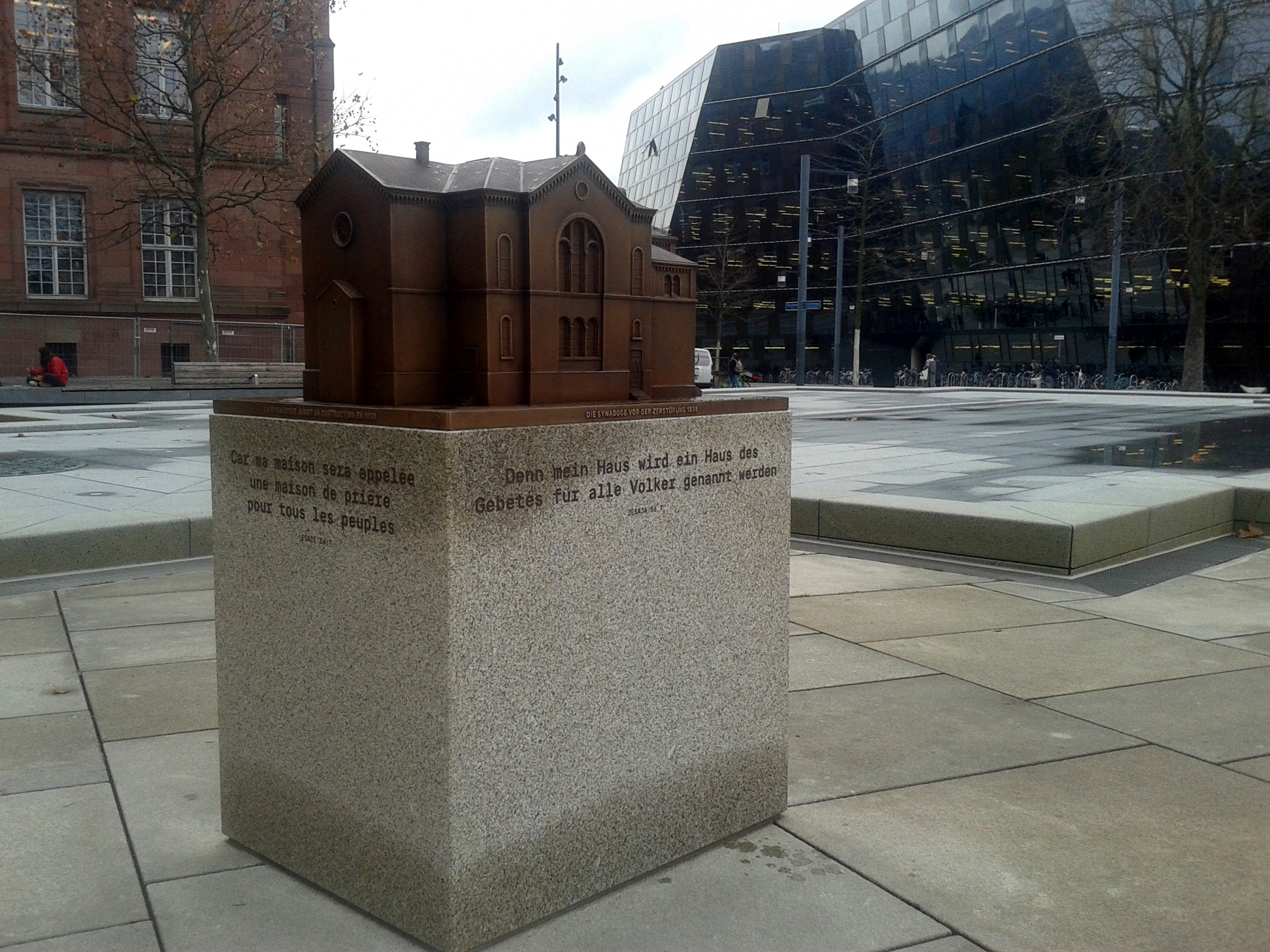
„Denn mein Haus wird ein Haus des Gebetes für alle Völker genannt werden / Jesaja 56,7“ - Bronzemodell der Alten Synagoge, Dezember 2020.

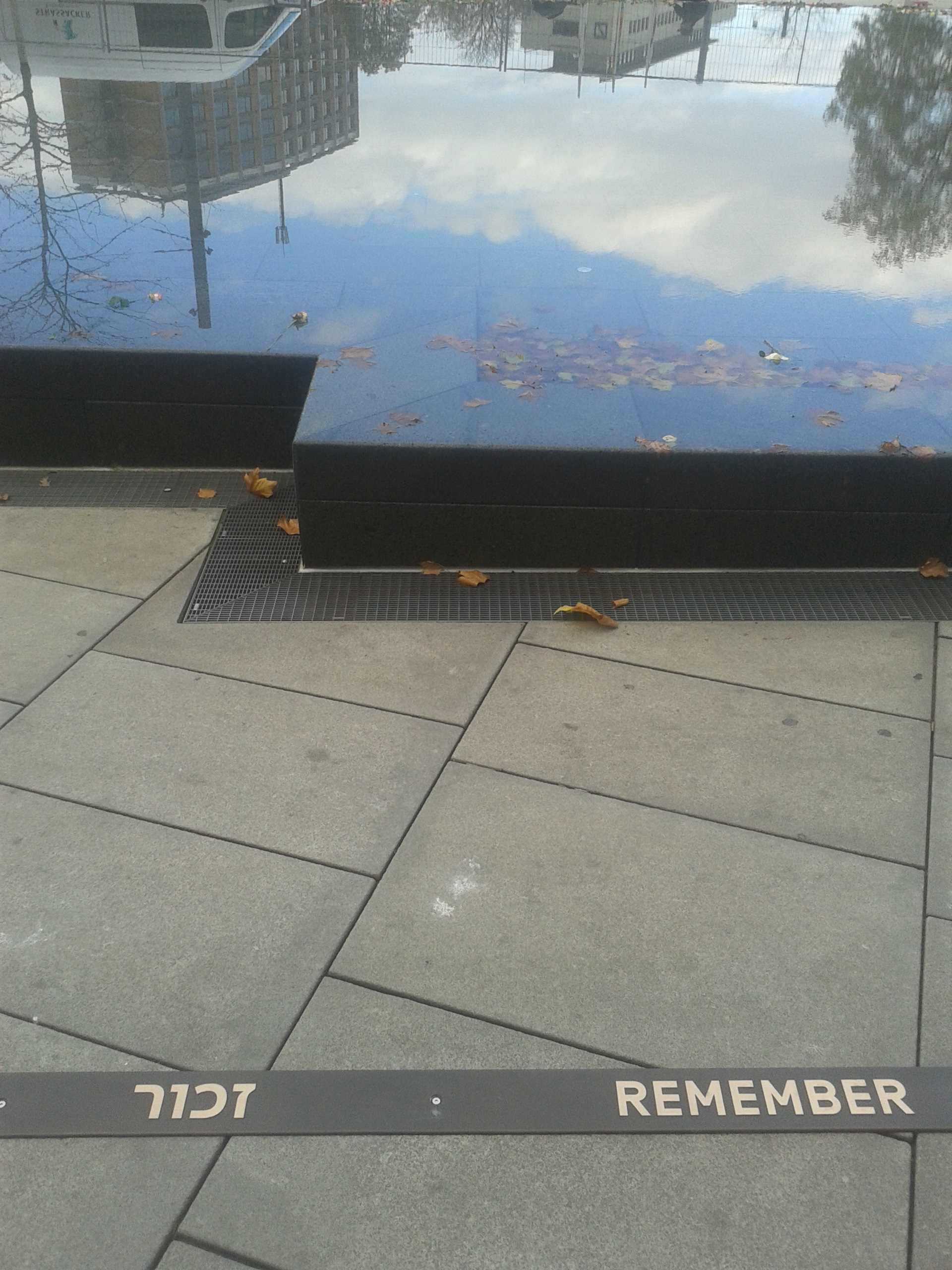
זכור - Remember - Das Anfang November 2020 installierte Zonierungsband um den Gedenkbrunnen.

In der abschließenden Dialogrunde am 10. Juli 2019 einigten sich die Teilnehmer darauf, das Zonierungsband um den Brunnen mit dem hebräischen Wort זכור (Zachor, „Erinnere dich“) in acht Sprachen zu beschriften; neben Hebräisch und Deutsch auf Englisch, Französisch, Italienisch, Spanisch, Russisch und Arabisch. Die Anbringung des 14 cm breiten Zonierungsbandes erfolgte im November 2020. Der vom Freiburger Bildhauer Tobias Eder nach einem 3D-Modell gefertigte Bronzeguss der Synagoge in den Maßen 52 × 70 × 90 cm – Inschrift: Die Synagoge vor der Zerstörung 1938 – wurde Anfang Dezember 2020 an der nordöstlichen Ecke des Gedenkbrunnens auf einem Steinsockel aus Granit (70 × 90 × 90 cm) aufgestellt; in diesen eingraviert ist das genannte Zitat aus Jesaja 56,7 in Hebräisch, Englisch, Französisch und Deutsch.
Die beiden als „provisorisch“ bezeichneten, analogen Informationsstelen bleiben am Brunnen. Die Stele auf der nordöstlichen Seite des Brunnens wurde lediglich auf die südöstliche Seite verlegt.

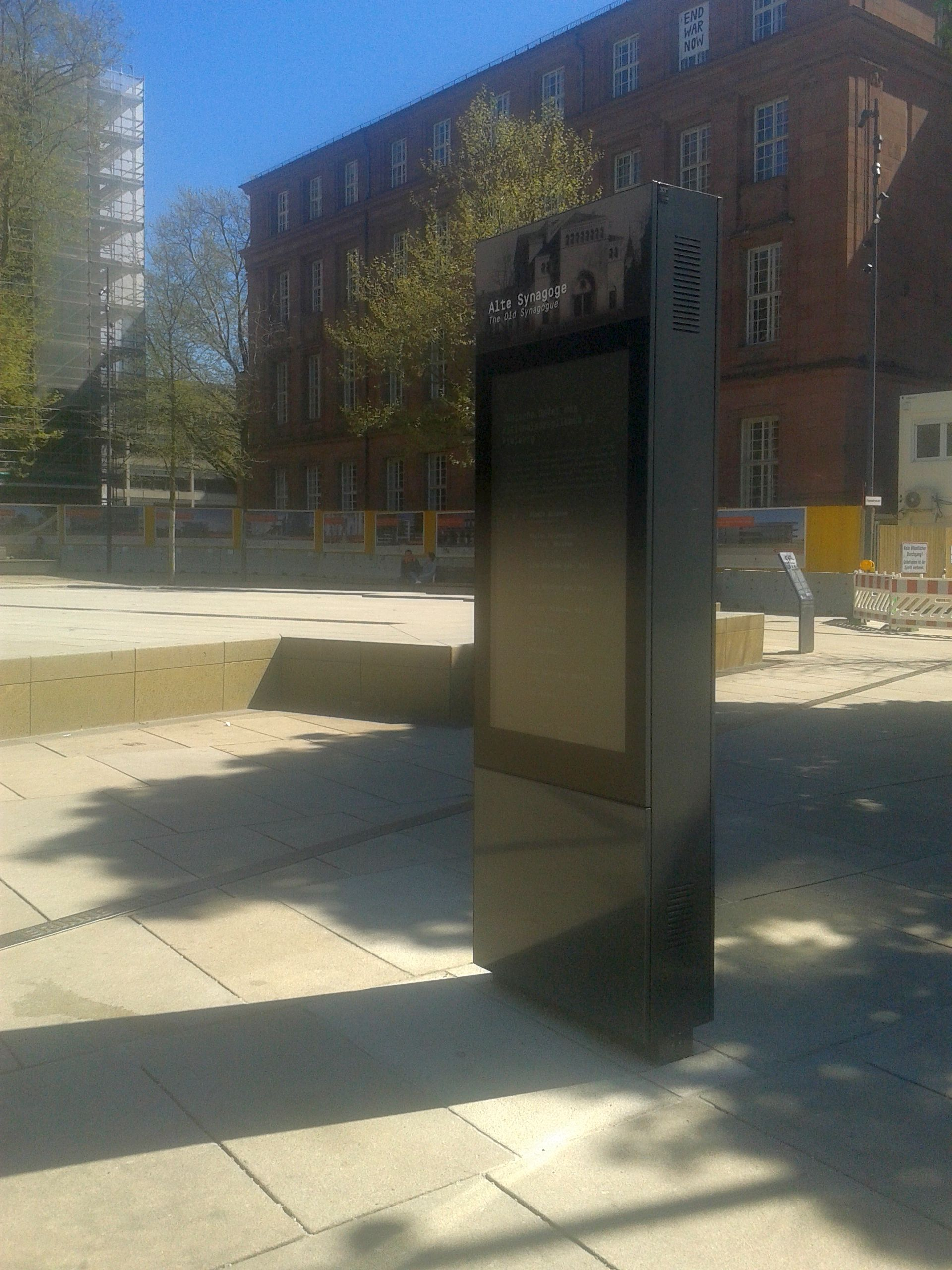
Digitale Informationsstele am Gedenkbrunnen, installiert 2022.

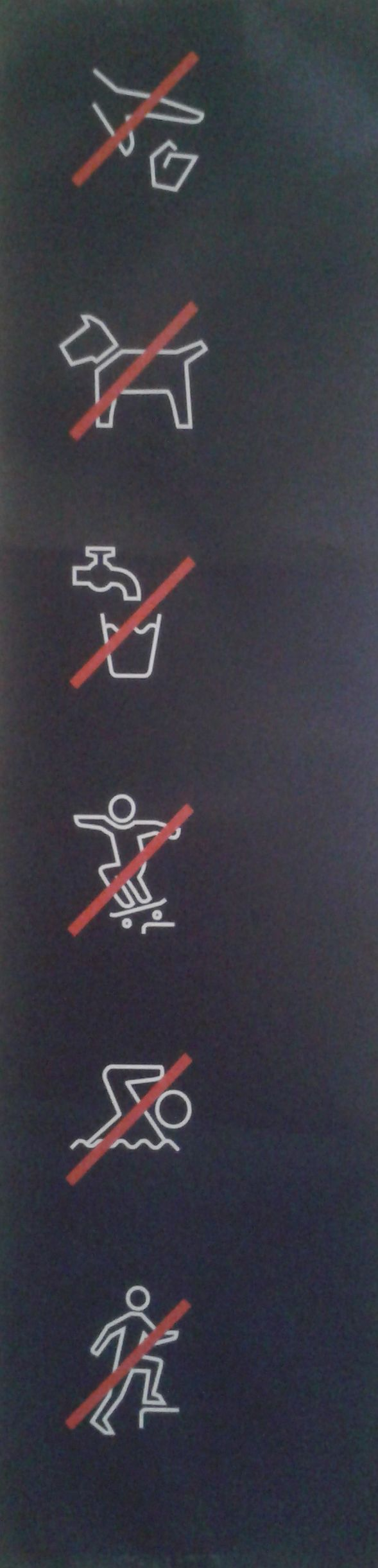
Piktogramme auf den Infotafeln und entlang des Gedenkbrunnens, August 2019.

Mit der Installation und öffentlichen Übergabe der digitalen Informationsstele am 14. April 2022 fanden, rund fünf Jahre nach Einweihung des Gedenkbrunnens, die ergänzenden baulichen Maßnahmen  ihren Abschluss. Die Gesamtkosten bezifferte die Stadtverwaltung auf 380.000 Euro, worauf 65.000 Euro allein auf die Informationsstele entfielen.

### Gedenkraum im Dokumentationszentrum Nationalsozialismus
Einige der im Herbst 2016 auf dem Platz der Alten Synagoge erst freigelegten, dann abgetragenen und seitdem auf einem Freiburger Bauhofdepot lagernden Fundamentsteine der zerstörten Synagoge sollten im Boden des projektierten „Gedenkraums“ für die Freiburger Opfer des Nationalsozialismus im entstehenden Dokumentationszentrum Nationalsozialismus (ehemaliges Verkehrsamt am Rotteckring) eingelassen werden; nicht im Umriss der Synagoge oder einer bestimmten Symbolik folgend, sondern „splitterartig, damit auch die Zerstörung der Synagoge zum Ausdruck“ komme, wie die Leiterin des Dokumentationszentrums Julia Wolrab erläuterte. Die Eröffnung des Dokumentationszentrums erfolgte schließlich im März 2025.